# Perry Rhodan
Perry Rhodan ist der Titelheld der gleichnamigen deutschen Science-Fiction-Serie, die seit dem 8. September 1961 wöchentlich in Form von Heftromanen mit einer Druckauflage von etwa 60.000 Heften (Stand: Jahr 2019) bei der Verlagsunion Pabel-Moewig, einer Tochter der Bauer Media Group, erscheint. Bisher sind mehr als 3300 Hefte mit rund 190.000 Seiten erschienen.

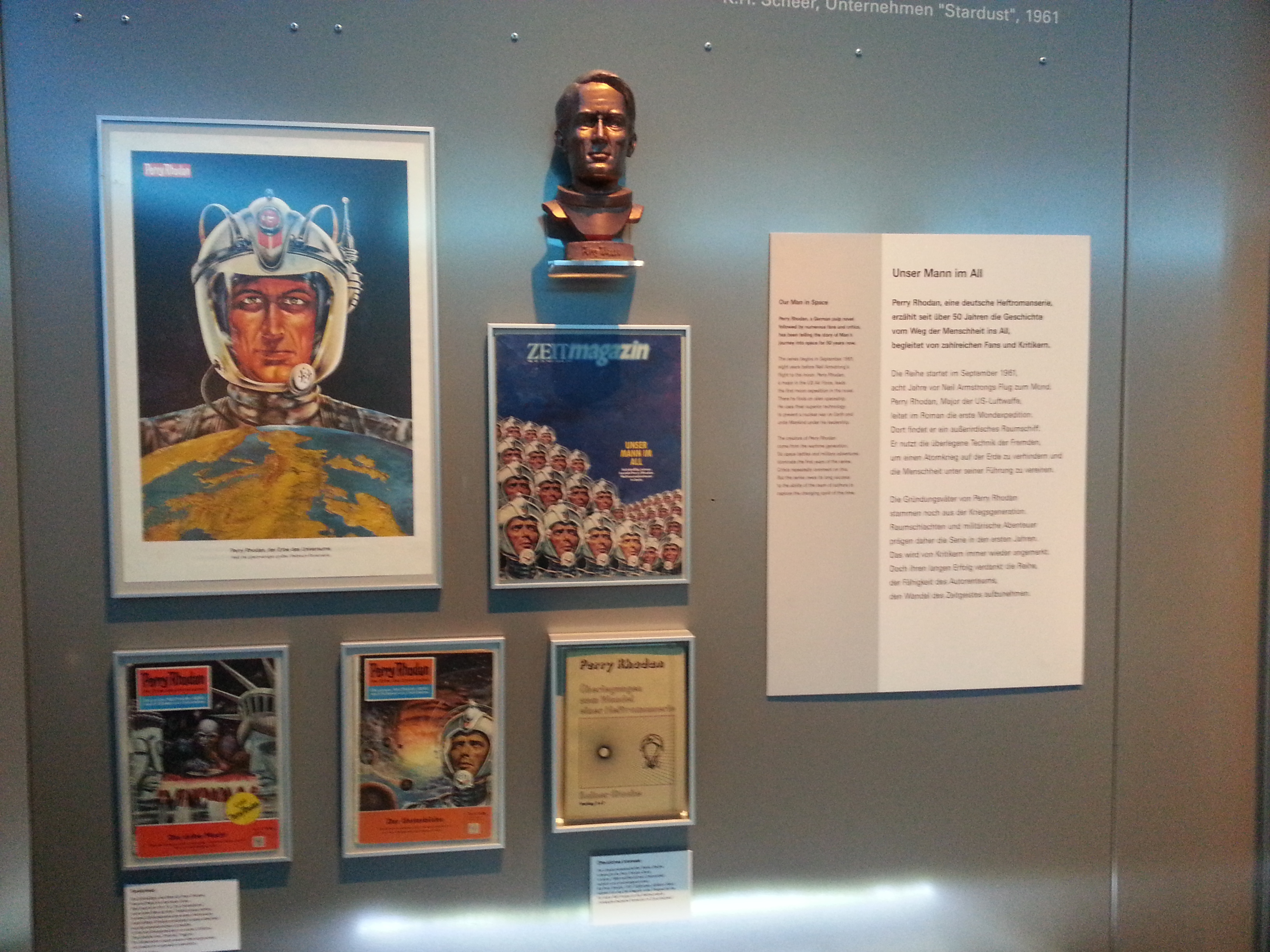
SF in Deutschland – Leipzig – Urkunden 07

## Publikationsgeschichte

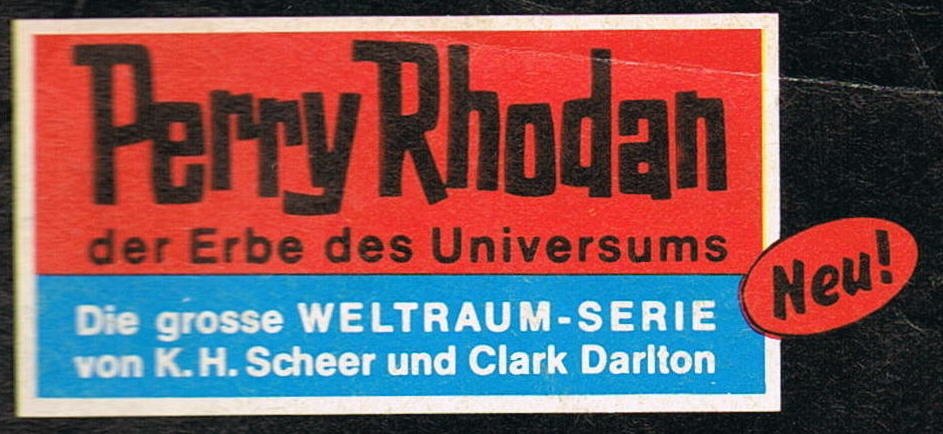
Signet 1974

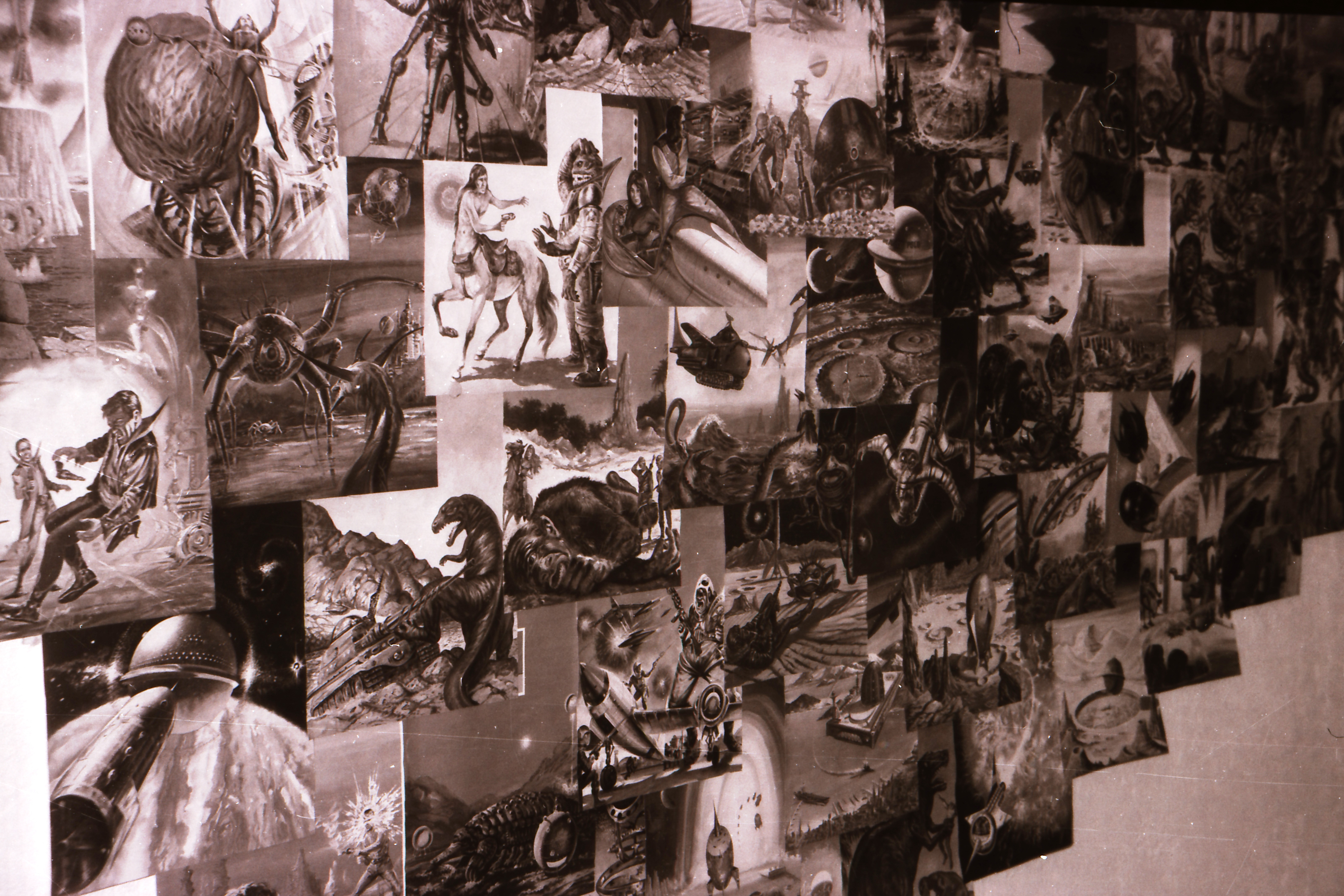
Collage, um 1970

Seit den 1950er Jahren war es zum sogenannten Wettlauf ins All zwischen den USA und der Sowjetunion gekommen. Im Juli 1960 fand in Washington eine Konferenz statt, auf der die NASA und verschiedene Industriebetriebe einen Langzeitplan für die Weltraumfahrt erarbeiteten. Geplant war eine bemannte Mondumrundung. Vor diesem Hintergrund startete der Moewig-Verlag im Jahre 1961 die Heftreihe „Perry Rhodan, der Erbe des Universums. Die grosse WELTRAUM-SERIE“ (Originalschreibweise auf der Titelseite). Ursprünglich nur als Heftserie gedacht, wurde Perry Rhodan in den folgenden Jahrzehnten mit über einer Milliarde verkaufter Hefte zur erfolgreichsten Science-Fiction- und Heftroman-Serie der Welt und zugleich zum ältesten, langlebigsten und meistgelesenen Produkt der deutschen Nachkriegsliteratur. Die Druckauflage stieg im Laufe der Jahre und erreichte 160.000 Hefte im Jahr 2004. Anders als die meisten anderen Heftromanreihen besteht Perry Rhodan nicht aus unverbundenen Einzelromanen, sondern ist als Serie mit einer durchgängigen, ständig komplexer werdenden Handlung angelegt und inzwischen „die umfangreichste und am längsten laufende Fortsetzungsgeschichte der Welt“. Der Autor Andreas Eschbach hat darauf aufmerksam gemacht, dass Perry Rhodan, vom Umfang her etwa 560 Bänden Harry Potter oder 120 Bänden Krieg und Frieden entsprechend, tatsächlich sogar die längste fortlaufende Erzählung der Literaturgeschichte darstellt.
Die Serie erschien neben der ursprünglichen Heftromanform unter anderem auch in Form von Hardcovern und Taschenbüchern. Bereits 1964 erschien das erste Taschenbuch ("Planetenromane"), später gab es Hörspiele, Hörbücher und E-Books. Die erste Auflage der Heftserie erreichte am 15. November 2024 die Nummer 3300, die den Beginn des 45. Zyklus PHOENIX markierte.
Die Handlung der Perry-Rhodan-Serie ist in so genannte Zyklen gegliedert. Diese stellen inhaltlich weitgehend abgeschlossene Handlungsabschnitte dar und umfassen meist 50 oder 100 Heftromane. Allerdings erfolgte diese Einteilung für die ersten 199 Bände rückwirkend. Der erste von Beginn an von den Autoren durchkonzipierte Zyklus begann erst mit der Nummer 200. Heute noch be- und gerühmte Perry-Rhodan-Zyklen sind zum Beispiel Meister der Insel (Hefte 200–299), Aphilie (Hefte 700–799) oder Die Cantaro (Hefte 1400–1499). In jüngerer Zeit wurden auch Großzyklen mit übergeordneten Handlungsabschnitten von bis zu 400 Heftromanen gebildet: Das große kosmische Rätsel (Hefte 1600–1799) und Thoregon (Hefte 1800–2199).
Zu den Kennzeichen der Serie zählt auch die wiederkehrende Bezugnahme auf Personen, Orte oder Ereignisse aus längst vergangenen Episoden, bisweilen auch eine „Umdeutung dessen, was schon geschah, im Lichte neu erworbenen Wissens“. Grundidee der Perry-Rhodan-Serie ist die Entwicklung einer Art „zukünftiger Menschheitsgeschichte“, die „in unserer Jetztzeit [beginnt], mit dem bemannten Mondflug, begreifbarer und realistischer Technik, die nach und nach ausgebaut wird“. Dieser „geniale Kunstgriff“ einer „Verankerung des Zukunftszenarios im Hier und Jetzt hat sich später immer als Fundament der Serie erwiesen“. Der Vorspann des ersten Heftes charakterisiert das Leitmotiv wie folgt:

„Perry Rhodan […] führt hinein in die vor uns liegenden Jahrtausende und über Abgründe hinweg zu Sternenreichen, die seit Millionen von Jahren auf uns warten. Er führt in eine Zeit, in der die Nachkommen der Menschen von der Erde nur noch wie von einem Mythos reden und ein vereinsamter Planet um eine längst erloschene Sonne kreist, die einst Mittelpunkt des Universums war.“

Zur Perry-Rhodan-Serie gibt es inzwischen eine ganze Reihe kulturwissenschaftlicher Untersuchungen. Der in erster Linie ideologiekritische Zugang der 1970er Jahre, welcher der Serie faschistoide Tendenzen vorwarf, wurde in den 1980er Jahren von werturteilsfreieren Ansätzen abgelöst. Um 2003 wurde diese Zugangsweise in den Perry Rhodan Studies weitergeführt.

## Handlung
Die Handlung beginnt im Jahr 1971 n. Chr., in dem die Erde in drei große Lager gespalten ist: den Westblock, einen NATO-ähnlichen Staatenbund unter der Führung der USA, die von China dominierte Asiatische Föderation und den weniger bedeutenden, von Moskau geführten Ostblock. Die Menschheit steht kurz vor dem Dritten Weltkrieg zwischen den großen Machtblöcken und damit auch vor ihrer atomaren Selbstvernichtung.
Die Konfrontation auf der Erde wird auch über den Wettlauf zum Mond geführt, den der Westblock gewinnt. Die Handlung setzt mit dem Start des amerikanischen Raumschiffes STARDUST unter dem Kommandanten Major Perry Rhodan ein. Nach der Notlandung auf dem Mond findet die Besatzung auf der erdabgewandten Seite ein havariertes außerirdisches Forschungsraumschiff des menschenähnlichen Volkes der Arkoniden. Mit dessen Besatzung kommt es auf Betreiben des arkonidischen Wissenschaftlers Crest zum ersten Kontakt zwischen Menschen und Extraterrestriern. Die Arkoniden machen Rhodan deutlich, dass die Menschen nur ein Volk unter vielen in der Milchstraße sind und dort Hunderte von bekannten Zivilisationen existieren und Raumfahrt betreiben.
Mit Hilfe von arkonidischer Technik und nötigem Know-how, das Crest zur Verfügung stellt, gelingt Rhodan die Verhinderung eines atomaren Weltkrieges: Er landet in der Wüste Gobi, verweigert die Herausgabe der außerirdischen Technik an den Westblock und desertiert. Er errichtet in der Wüste, inmitten des chinesischen Hoheitsgebietes, einen neutralen Staat, den er die Dritte Macht nennt, und verpflichtet sich und dessen Ziele der gesamten Menschheit. Dem von allen irdischen Großmächten zum Weltfeind Nummer eins erklärten Rhodan gelingt es, weitere Menschen um sich zu sammeln. Gemeinsam stabilisieren sie den jungen Staat und wehren erste Bedrohungen ab.
Mit einem Beiboot des Arkonidenschiffes beginnt Rhodan mit der Erkundung der näheren galaktischen Umgebung in der Milchstraße. Bei einer dieser ersten Expeditionen zur Wega stößt Rhodan auf ein vor Ewigkeiten angelegtes galaktisches Rätsel. Nachdem er verschiedene Aufgaben gelöst hat, gelangt er zum künstlichen Planeten Wanderer und dessen Erbauer, der Superintelligenz ES. Dieses auf einer höheren kosmischen Evolutionsstufe stehende geistige Kollektivwesen gewährt ihm und einigen Gefährten im Jahr 1976 n. Chr. die Relative Unsterblichkeit. Hierdurch gewinnt Rhodan Zeit, seine Ziele langfristig zu verfolgen.
Mehr und mehr Menschen erkennen, dass die Erdbewohner nur vereint in der Ungewissheit ihrer Zukunft bestehen können. Im Lauf der Zeit und im Angesicht der aus der Milchstraße auftretenden Gefahren gelingt es Rhodan und seinen Mitstreitern, die Menschheit zu einen. Die mittlerweile in der Wüste Gobi errichtete, hochmoderne Stadt Terrania wird zur Hauptstadt der vereinten Menschheit. Schnell adaptieren die Menschen die arkonidische Technologie. Im Jahr 1990 wird das Solare Imperium gegründet und es beginnt die Kolonisation neuer Sonnensysteme und der Aufbau einer galaktischen Zivilisation der Menschen, die sich nun Terraner nennen. Perry Rhodan wird mehrfach durch demokratische Wahlen Regierungschef der Erde und des Solaren Imperiums, das sich durch seinen schnellen Aufstieg zu einem wichtigen Machtfaktor in der Milchstraße entwickelt und immer stärker die Aufmerksamkeit anderer galaktischer Zivilisationen auf sich zieht. In dieser Zeit wacht der ebenfalls unsterbliche Arkonide Atlan auf der Erde aus seinem Tiefschlaf auf und wird nach Wirrungen zu einem engen Verbündeten und Freund Rhodans und zu einer bis heute bestimmenden Person neben ihm.
In verschiedenen Handlungszyklen wird das Solare Imperium in den folgenden Jahrhunderten immer wieder bedroht und kämpft um seinen Bestand. Während des Kampfes gegen die Meister der Insel um 2400 n. Chr. wird enthüllt, dass die heutige Menschheit wie auch die Arkoniden Nachfahren der ersten Menschen, der Lemurer, sind. Die Lemurer kolonisierten und beherrschten von der Erde aus bereits 50.000 Jahre v. Chr. die Milchstraße. Die Epoche des Solaren Imperiums endet erst im Jahr 3460 n. Chr. durch die Invasion der Raumflotten aus dem Konzil der Sieben. Diese extragalaktische Völkergemeinschaft übernimmt nach und nach die Kontrolle über die Völker der Milchstraße. Um der Besetzung zu entgehen, machen die Terraner die Erde selbst zum Raumschiff und verlassen mit ihr die Galaxis. Menschliche und nichtmenschliche Völker der Milchstraße bilden auf Initiative des zurückbleibenden Atlan eine galaktische Gemeinschaft, um sich gegenseitig zu helfen und das Konzil langfristig zu bekämpfen. Rhodan und seine Gefährten müssen derweil auf Odysseen durch die Galaxien gegen Superintelligenzen und andere Mächte bestehen. Erst 125 Jahre später wird das Konzil aus der Milchstraße vertrieben und die Erde kehrt ins Sonnensystem zurück. Dort wird am 1. Januar 3586 n. Chr. die Liga Freier Terraner (LFT) ausgerufen. Sie ist auch in der Handlungsgegenwart der Serie noch die politische Heimat der Menschen.
Der Heftroman 1000 (Der Terraner, Erscheinungsjahr 1980) schildert den Beginn der Neuen Galaktischen Zeitrechnung (NGZ), deren Jahr 1 dem Jahr 3588 n. Chr. entspricht. In der Folgezeit schützen Rhodan und seine Mitstreiter die Milchstraße wiederholt vor Bedrohungen. Immer mehr wird deutlich, dass viele dieser Bedrohungen aus Aktionen und Konflikten der Hohen Kosmischen Mächte resultieren, in die die Milchstraße und die Terraner im Besonderen zunehmend verwickelt werden. Im Großzyklus Moralischer Kode wird den Terranern immer deutlicher, dass im Multiversum zwei Seiten um die Hoheit kämpfen: die Kosmokraten (Ordnungsmächte) und die Chaotarchen (Chaosmächte). Terraner wie auch die anderen galaktischen Zivilisationen sind auf deren Spielfeld nur Schachfiguren, da diese Mächte zu entrückt sind, um auf die Bedürfnisse individuellen Lebens Rücksicht zu nehmen. Rhodan und Atlan werden 425 NGZ zu Rittern der Tiefe geweiht, einem der kosmischen Ordnung verpflichteten Orden. Sie sind damit de facto Vertreter der kosmischen Ordnungsmächte, überwerfen sich später aber mit diesen und versuchen in der Folge, eigene, neutralere Wege zu gehen. Die Unsterblichen bewahren ihre relative Unsterblichkeit (Großzyklus: Zellaktivatoren) und sie entdecken die andere Seite des Universums (Großzyklus: Das große kosmische Rätsel).
In diesen Jahrhunderten vermeidet es Rhodan, sich mit den anderen unsterblichen Handlungsträgern und Freunden in die politische Führung Terras einzumischen. Die Terraner selbst erkennen jedoch wieder und wieder, dass ihre Zivilisation, das Solsystem und auch die Milchstraße Brennpunkte der kosmischen Geschichte und Handlung sind. Obwohl sie sich nach friedlichen, ruhigen Epochen sehnen, sind ihnen diese selten vergönnt.
Der Heftroman 2000 (ES, Erscheinungsjahr 1999) schildert Rhodans Rückkehr an die politische Spitze der LFT im Jahr 1303 NGZ (4890 n. Chr.) und seine Wahl zum Terranischen Residenten. Während dieser Zeit steigt auch das arkonidische Kristallimperium wieder zum beherrschenden Machtfaktor in der Milchstraße auf und wird durch den ebenfalls unsterblich gewordenen Imperator Bostich I. zum schärfsten Konkurrenten der LFT. Unter Rhodans erneuter Führung versuchen die Terraner um den Beginn des 14. Jahrhunderts NGZ (ca. 4.900 n. Chr.) vergeblich, sich aus dem endlosen Konflikt der Hohen Kosmischen Mächte zu lösen und auf eine vermutete, neutrale Seite überzuwechseln (Großzyklus: Thoregon). Dieses Vorhaben scheitert letztlich und so sind die Terraner weiterhin eines der wichtigsten Hilfsvölker der Superintelligenz ES, die offiziell klar auf Seiten der Ordnungsmächte steht, jedoch im Hintergrund anscheinend auch durchaus eigene Ziele verfolgt.
Ab dem Band 2200 zeichnet sich während des Konfliktes im Sternenozean von Jamondi ab, dass die Lokale Gruppe in den Fokus der Chaotarchen geraten ist. Diese wollen in der nahegelegenen Galaxis Hangay eine Negasphäre errichten. In dieser werden die gültigen kosmischen Gesetze außer Kraft gesetzt und die Chaosmächte herrschen. Die Völker der Milchstraße geraten an den Rand ihrer Vernichtung, als sich die zu diesem Zweck von den Chaosmächten entsandte riesige Raumflotte Terminale Kolonne Traitor der Milchstraße und ihrer Nachbargalaxien bemächtigt. Rhodan organisiert mit Hilfe vieler Verbündeter den Kampf gegen die Terminale Kolonne und deren Befehlshaber, die negative Superintelligenz KOLTOROC. Mittels einer Zeitreise in die Vergangenheit kann er die Beseitigung einer anderen Negasphäre beobachten, daraus lernen und Mittel finden, die entstehende Negasphäre in Hangay zu beseitigen. Nur knapp und mit viel Glück entgehen die Milchstraßenvölker – vorläufig – dem schon seit Milliarden Jahren währenden Konflikt zwischen den Hohen Kosmischen Mächten, jedoch verliert Rhodan im Kampf gegen KOLTOROC seine Aura als Ritter der Tiefe.
Die Handlung des im Juli 2009 veröffentlichten Heftromans 2500 beginnt im Jahr 5050 n. Chr. (Jahr 1463 NGZ) und eröffnet den Stardust-Zyklus als neuen Abschnitt der zukünftigen Menschheitsgeschichte. Er steht im Zeichen weiterer Geheimnisse und einer ultimaten Bedrohung von ES, der terranischen Kolonie in der Galaxis Anthuresta und des Konfliktes mit den VATROX-Entitäten.
Im Jahre 1514 NGZ gerät die Milchstraße in den Herrschaftsbereich des „Atopischen Tribunals“ (ab Heft 2700), dessen Ursprung in den „Jenzeitigen Landen“ liegt, einer bisher unbekannten Region des Universums, zu deren Erkundung Perry Rhodan 1517 (NGZ) eine Expedition startet (ab Band 2800).
Mit Band 3000 „Mythos Erde“, der den Start des Zyklus Mythos markiert, findet erzählerisch ein Zeitsprung von fast 500 Jahren statt, wobei sich Perry Rhodan und seine Besatzung in einer Milchstraße wiederfinden, in der die Erde und er selbst nur noch eine Legende sind, an deren Wahrheitsgehalt viele zweifeln.

## Perryversum
Der Begriff Perryversum beschreibt den fiktiven Parallelkosmos, in dem die Abenteuer der Protagonisten der Perry-Rhodan-Serie erzählt werden: eine inzwischen höchst komplexe Mythologie der seit 1961 produzierten Heftromanserie.
Die einzelnen Romane behandeln die kosmologische Orientierung oft als eine Art „Hintergrundrauschen“, in dessen Rahmen individuelle Schicksale ablaufen. Die Autoren sind sehr darum bemüht, den Bezug zu den Wünschen, Gedanken und Hoffnungen einzelner Menschen nicht zu verlieren. Die Konflikte, die sich ergeben, sind ähnlich wie wir sie aus dem Alltagsleben kennen, nur dass jetzt viele Ideen der Science Fiction diesen Alltag bestimmen können. Hierzu gehören zum Beispiel Erscheinungen der Parapsychologie sowie die Möglichkeit, ferne Welten und fremde Kulturen zu erleben. Gerade die Beschreibungen fremder Zivilisationen, ihrer Individuen und deren Probleme sind oft lesenswert. Oft widmen sich Doppelbände (d. h. zwei Bände eines Autors hintereinander zum selben Thema) der Geschichte und Kultur einer neu eingeführten Zivilisation oder der Lebensgeschichte einer neuen, wichtigen Figur.
Perry Rhodan wird schon im Kindesalter von der Superintelligenz ES für die kosmischen Ereignisse der Zukunft auserkoren und entsprechend „angeleitet“, um auf den Mond zu gelangen und später das Erbe der Arkoniden anzutreten. Diese wurden von ES vergeblich auserwählt, den Völkern der Galaxis den Frieden zu bringen, da sie sich nach ihrer expansorischen Phase nicht weiterentwickelten, sondern degenerierten. Bei solchen Planungen rechnet ES mit Zeiträumen von Jahrzehntausenden, so dass Perry Rhodan einen speziell auf ihn abgestimmten Zellaktivator erhält, wie zuvor schon der Arkonide Atlan, der vor 10.000 Jahren auf der Erde gestrandet ist und nach dem der untergegangene Kontinent Atlantis benannt wurde. Weitere 25 von jedem Individuum tragbare Aktivatoren wurden von ES in der Milchstraße verstreut und garantieren nach ihrem Auffinden auch einigen Vertrauten Perry Rhodans die relative Unsterblichkeit. Diese ist nur relativ, weil lediglich der natürliche Tod durch Alterung oder Krankheiten verhindert wird. Die Unsterblichkeit ist nicht absolut, weil die Träger durch Unfall oder Gewalteinwirkung sterben können. Später werden die eiförmigen, an einer Halskette getragenen Aktivatoren von ES gegen in der Schulter implantierte Chips ausgetauscht. Die Aktivatorchips werden auf den jeweiligen Träger justiert und sind nicht mehr ohne weiteres übertragbar.

### Kosmologie
Die in der Serie auftauchenden Entwicklungsstufen stellen die kosmische Evolution dar. Das Perry-Rhodan-Universum basiert auf dem sogenannten Zwiebelschalenmodell. Es besteht aus den folgenden Stufen:
- mikrobiologisches Leben
- Mehrzeller
- intelligentes Leben
- Errichtung einer Zivilisation
- Entdeckung der Raumfahrt
- interstellare Zivilisation
- Evolutionssprung einer Zivilisation zu einer Superintelligenz
- Errichtung einer Mächtigkeitsballung: Einem Raumgebiet aus mehreren Galaxien
- Entwicklung einer Superintelligenz samt Mächtigkeitsballung zu einer Materiequelle/Materiesenke
- Weiterentwicklung zur Ordnungsmacht oder Chaosmacht („Kosmokraten“/„Chaotarchen“)

Superintelligenzen sind die nächste Entwicklungsstufe nach dem Individuum. Dabei vereinen sich Milliarden Individuen zu einem Wesen, das die einzelnen geistigen Bewusstseinsinhalte in ein Kollektivbewusstsein aufnimmt. Andere Superintelligenzen entwickeln sich aus einzelnen Wesen oder kosmischen Ereignissen, z. B. dem Zusammentreffen einer künstlichen Welle (Prior-Welle) mit kosmischem Nebel. Der Einflussbereich einer Superintelligenz umfasst in der Regel einen Cluster von Galaxien. Die Superintelligenz ES ist für die Lokale Gruppe zuständig, einen Galaxiencluster, der die Milchstraße, den Andromedanebel, Hangay, M 33, die Große und Kleine Magellansche Wolke, Andro-Alpha, Andro-Beta, Fornax, Sagittarius und NGC 6822 enthält.
Superintelligenzen schließen sich meist einer Seite der so genannten Hohen Mächte an. Das sind entweder die Mächte der Ordnung oder die Mächte des Chaos. Die Ordnungsmächte werden als „Kosmokraten“ bezeichnet, die Chaosmächte als „Chaotarchen“. Diese Wesenheiten sind die höchste bisher bekannte Entwicklungsstufe. Zwischen den Superintelligenzen und den Chaos- beziehungsweise Ordnungsmächten gibt es die Entwicklungsstufe der Materiequellen und Materiesenken, aus denen sich die höheren kosmischen Mächte entwickeln. Neben den Chaotarchen und Kosmokraten gibt es weitere kosmische Mächte, beispielsweise die Mutter der Entropie.
Die Ordnungsmächte repräsentieren in der Regel nicht „Das Gute“, sondern die Bewahrung der kosmischen Ordnung, die sich zum Beispiel durch die Naturgesetze ausdrückt. Demzufolge repräsentieren die Chaosmächte nicht „Das Böse“, sondern sie treten für eine unkontrollierte Entwicklung ein. Nach den Ideen der Serien-Autoren führt die Entwicklung des Lebens durch die Evolution zu einer Polarisierung der kosmischen Mächte, deren Auseinandersetzung ein Erstarren der Dynamik des Lebens verhindern. Somit sind beide Seiten gleichermaßen für das Universum notwendig. Die Idee von der nie endenden Auseinandersetzung zwischen Ordnung und Chaos ist wesentlicher Bestandteil der Dynamik der Serie und des Perry-Rhodan-Universums.
Beide Seiten der Hohen Kosmischen Mächte versuchen, die untergeordneten Wesenheiten und Zivilisationen für ihre jeweiligen Ziele zu nutzen. Dies widerspricht den Freiheitsidealen der Figur Perry Rhodan und führt zu seinen Konflikten mit beiden Seiten. Die Hohen Mächte scheuen auch nicht davor zurück, Zivilisationen aus Milliarden Wesen und sogar ganze Galaxien für ihre Ziele zu opfern. Die Kosmokraten beseitigen beispielsweise auch junge Superintelligenzen, um einer Überbevölkerung des Universums entgegenzuwirken, obwohl sie vor Jahrmillionen mit Hilfe von Schwärmen (wandernden Kleingalaxien) das Leben in alle Winkel des Universums gebracht haben, um dadurch geordnete Strukturen zu verfestigen.
Die Serie beschreibt zeitweise auch einen dritten Weg, bei dem sich mehrere Zivilisationen unter Führung einer Superintelligenz namens Thoregon von den Hohen Kosmischen Mächten zu emanzipieren versuchten. Thoregon war eine Superintelligenz, die sich durch die Bevölkerungspolitik der Kosmokraten in ihrer Existenz bedroht sah und sich dem Einfluss der Hohen Mächte zu entziehen versuchte. Die Kosmokraten duldeten diesen Versuch nicht, weil ihre Machtposition dadurch gefährdet wurde, und brachten ihn zum Scheitern. Die Kosmokraten hätten dabei auch nicht gezögert, Tausende von Galaxien und deren Bewohner zu opfern, um den Erfolg des Thoregon-Projektes zu verhindern. Dies verdeutlicht die Entrücktheit der Hohen Kosmischen Mächte von den Bedürfnissen des Individuums oder der Zivilisationen.
Die Existenz des Universums in seiner beobachtbaren Form wird durch sogenannte Kosmonukleotide bestimmt, die ihre – die Naturgesetze bestimmenden – Botschaften über Messenger vermitteln. Das System der Kosmonukleotide ist ähnlich aufgebaut wie der genetische Code. So wie die aus der DNS (Desoxyribonukleinsäure) bestehenden Gene die Entwicklung und Dynamik des lebenden Organismus bestimmen, wirken die Kosmonukleotide für die Weiterentwicklung des jeweiligen Universums.
Die Kosmokraten bezeichnen die Gesamtheit der Kosmonukleotide als Moralischen Kode, während ihn die Chaosmächte Kodex der Entwicklung nennen. Der Moralische Kode wird von den Hohen Mächten häufig manipuliert, er wurde aber nicht von ihnen geschaffen und symbolisiert gewissermaßen das Entwicklungsprogramm der Schöpfung im kreativen Wechselspiel zwischen Ordnung und Chaos.
Über die Entstehung und den Urheber des Kodes wissen selbst die Hohen Mächte nicht alles und so wurde etwa Perry Rhodan von den Kosmokraten auf die Suche nach den Antworten auf die Drei Ultimaten Fragen geschickt. Die Antworten auf die beiden ersten Fragen waren als Test gedacht und den Kosmokraten bereits bekannt, jedoch kennen sie nicht alle Aspekte der Antwort auf die dritte Frage, die lautet: „Wer hat das GESETZ initiiert und was bewirkt es?“.
Perry Rhodan hatte am Berg der Schöpfung die Chance, die Antwort auf die dritte Ultimate Frage zu erhalten. Er lehnte dies jedoch ab, da er begriff, dass die Antwort seinen Verstand zerstören könnte.
Die negative Superintelligenz Koltoroc hingegen behauptete, die Antwort vor 69 Millionen Jahren am Neganen Berg erhalten zu haben. Weiteres ist darüber bisher nicht bekannt.

### Technik
In der Romanserie ermöglicht Technik verschiedener Art die interstellare Raumfahrt. Wie auch in vielen anderen SciFi-Serien führen die Autoren von Perry Rhodan höhere Dimensionen mit eigenen physikalischen Gesetzen ein, um große Entfernungen überwinden zu können: Den fünfdimensionalen Hyperraum, den halb-fünfdimensionalen Linearraum und den halb-sechsdimensionalen Dakkarraum und den sechsdimensionalen Leerraum. In diesen Hyperräumen sind Universen als gekrümmte vierdimensionale Raumzeit-Mannigfaltigkeiten eingebettet.
Für die Querung der einzelnen höherdimensionalen Räume nutzen die Figuren der Erzählung verschiedene Techniken: Mit Transitionen durchqueren sie den fünfdimensionalen Hyperraum; dazu entmaterialisiert ein Raumschiff im Normalraum, springt in den Hyperraum und materialisiert an einem anderen Punkt im Normalraum, der viele Lichtjahre entfernt liegen kann. Höhere Reichweiten und geringeren Energieverbrauch bei gleichzeitig geringerer Belastung für Mensch und Maschine bietet der sogenannte Linearflug. Bei diesem entmaterialisiert das Raumschiff nicht vollständig aus dem Normalraum, sondern fliegt in einer Halbraumzone zwischen dem Normalraum und dem Hyperraum im Linearflug direkt mit Sicht auf das Ziel zu. Auf diese Weise werden auch die für den Hyperraum benötigten umständlichen Sprungberechnungen vermieden. Andere Antriebsformen für den intergalaktischen Flug wie das Dimetranstriebwerk ermöglichen Sprünge von Galaxienmittelpunkt zu Galaxienmittelpunkt.
Das PR-Universum verwendet auch Konzepte der Allgemeinen Relativitätstheorie, jedoch wird die spezielle Relativitätstheorie in den Handlungen kaum verfolgt. In manchen Romanen kommen Dilatationsflüge zur Überbrückung großer Entfernungen oder langer Zeiträume vor. Auch Zeitreisen spielen eine Rolle. Speziell der Thoregon-Zyklus (Heftromane 1800 bis 2199) verfolgt die Theorie, dass auch bei Zeitreisen in die Vergangenheit Veränderungen und Zeitparadoxa nicht möglich sind und so genannte Zeitschleifen immer geschlossen bleiben („Es geschieht, weil es geschah“). Soweit sich Veränderungen dennoch manifestieren, erklären sie sich aus dem Wechsel der Zeitreisenden in ein Paralleluniversum, in dem ihre Manipulationen Erfolg hatten. Dadurch bleibt das Paradigma „Es geschieht, weil es geschah“ gewahrt. Die Serie geht von der Viele-Welten-Interpretation und der Existenz eines Multiversums aus, zu dem unter anderem der Physiker David Deutsch wissenschaftliche Theorien entwickelte.
Durch die hoch entwickelte Technik ist es einigen Personen vergönnt, unsterblich zu sein. Dies ist jedoch nur mit Hilfe eines sehr viel weiter entwickelten Volkes möglich. Zuerst wurden besagten Personen Zellduschen gewährt. Diese sorgten für eine relative Unsterblichkeit für 62 Jahre. Im späteren Verlauf werden den Personen Zellaktivatoren ausgehändigt, die beim Tragen den Alterungsprozess aufhalten. Wird besagter Zellaktivator nach mehr als 8 Tagen Tragezeit abgelegt, stirbt die entsprechende Person nach 62 Stunden.
Sonstige Techniken sind im Vergleich zu heutigen Möglichkeiten und Überlegungen zwar hochentwickelt, aber dennoch greifbar: So steuert etwa der auf dem Erdmond errichtete Großrechner Nathan Terra als zentralen Planeten der Menschheit und mit ihm das Solsystem. Diese Steuerung umfasst auch das komplette Verkehrsleitsystem – sowohl für bodengebundene Fahrzeuge als auch für Raumschiffe –, die Güterversorgung, militärische Produktion, Kontrolle und Sicherheit und andere Bereiche. Es gibt humanoide Roboter, die jedoch als solche erkennbar sind (es handelt sich also nicht um Androiden), und Computer in Nanogröße in allen erdenkbaren Bereichen menschlichen Lebens, wie der Kleidung, dem Wohnraum, am Arbeitsplatz, in Accessoires usw.
Der Anspruch der Serie an actionreiche Handlung bedingt die große Rolle von Waffentechnik: Impulskanonen (energetische Plasmawaffen) und Desintegratoren gehören zur Standardausrüstung von Raumschiffen; die terranische Hauptwaffe ist indes die Transformkanone, die Kernwaffen mit Gigatonnen-Sprengkraft verschießt. Weitere offensive Waffengattungen sind Raumtorpedos und -minen, Forts und Satelliten, gelegentlich auch kleine Monde oder ähnlich ausgebaute Stationen. Zu den defensiven Waffengattungen zählen u. a. normalenergetische Schutzschirme (Prallschirme) oder Hochenergie-Überladungsschirme (HÜ). Die Hauptgattung ist der so genannte Paratronschirm, der auftreffende Energien in den Hyperraum abstrahlt; daneben existieren vielfältige weitere Schirmarten wie der Kontrafeldschirm, die Dunkelfelder (Tarnschirme) oder die Fraktalen Aufriss-Glocken (wesentlich verbesserte Paratronschirme).
Dem Problem der sich ständig weiter entwickelnden Technik und der damit einhergehenden Gigantomanie (noch größere Schiffe, noch stärkere Waffen, noch stärkere Schirme usw.) und dem Kreislauf der Aufrüstung wirkten die Serienautoren schließlich innerhalb der Romanhandlung entgegen: Die kosmischen Ordnungsmächte haben 1331 NGZ durch die Erhöhung der so genannten Hyperimpedanz den hyperphysikalischen Widerstand neu eingestellt. Dadurch versagt ein Großteil der selbstverständlich gewordenen, fortgeschrittenen Techniken und muss durch robustere, ältere Technik ersetzt werden. Dies führt im gesamten bekannten Universum zu einer deutlichen Verringerung der technologischen Leistungsfähigkeit der Zivilisationen.

## Zyklenübersicht
| Großzyklus                 | Zyklus                     | Heftromane | Heftromane | Silberbände | Silberbände |
| Großzyklus                 | Zyklus                     | von        | bis        | von         | bis         |
| -------------------------- | -------------------------- | ---------- | ---------- | ----------- | ----------- |
| Milchstraße                | Die dritte Macht           | 1          | 49         | 1           | 6           |
| Milchstraße                | Atlan und Arkon            | 50         | 99         | 7           | 12          |
| Milchstraße                | Die Posbis                 | 100        | 149        | 13          | 17          |
| Milchstraße                | Das Zweite Imperium        | 150        | 199        | 18          | 20          |
| Fremde Galaxien            | Die Meister der Insel      | 200        | 299        | 21          | 32          |
| Fremde Galaxien            | M 87                       | 300        | 399        | 33          | 44          |
| Zerfall des Imperiums      | Die Cappins                | 400        | 499        | 45          | 54          |
| Zerfall des Imperiums      | Der Schwarm                | 500        | 569        | 55          | 63          |
| Zerfall des Imperiums      | Die Altmutanten            | 570        | 599        | 64          | 67          |
| Zerfall des Imperiums      | Das kosmische Schachspiel  | 600        | 649        | 68          | 73          |
| Zerfall des Imperiums      | Das Konzil                 | 650        | 699        | 74          | 80          |
| Superintelligenzen         | Die Aphilie                | 700        | 799        | 81          | 93          |
| Superintelligenzen         | BARDIOC                    | 800        | 867        | 94          | 101         |
| Superintelligenzen         | PAN-THAU-RA                | 868        | 899        | 102         | 105         |
| Superintelligenzen         | Die Kosmischen Burgen      | 900        | 999        | 106         | 118         |
| Moralischer Kode           | Die Kosmische Hanse        | 1000       | 1099       | 119         | 129         |
| Moralischer Kode           | Die Endlose Armada         | 1100       | 1199       | 130         | 142         |
| Moralischer Kode           | Chronofossilien            | 1200       | 1299       | 143         | 158         |
| Moralischer Kode           | Die Gänger des Netzes      | 1300       | 1349       | 159         | 165         |
| Moralischer Kode           | Tarkan                     | 1350       | 1399       | 166         | 170         |
| Zellaktivatoren            | Die Cantaro                | 1400       | 1499       | 171         |             |
| Zellaktivatoren            | Die Linguiden              | 1500       | 1599       |             |             |
| Das Große Kosmische Rätsel | Die Ennox                  | 1600       | 1649       |             |             |
| Das Große Kosmische Rätsel | Die Große Leere            | 1650       | 1699       |             |             |
| Das Große Kosmische Rätsel | Die Ayindi                 | 1700       | 1749       |             |             |
| Das Große Kosmische Rätsel | Die Hamamesch              | 1750       | 1799       |             |             |
| Thoregon                   | Die Tolkander              | 1800       | 1875       |             |             |
| Thoregon                   | Die Heliotischen Bollwerke | 1876       | 1899       |             |             |
| Thoregon                   | Der Sechste Bote           | 1900       | 1949       |             |             |
| Thoregon                   | MATERIA                    | 1950       | 1999       |             |             |
| Thoregon                   | Die Solare Residenz        | 2000       | 2099       |             |             |
| Thoregon                   | Das Reich Tradom           | 2100       | 2199       |             |             |
| Friedensfahrer             | Der Sternenozean           | 2200       | 2299       |             |             |
| Friedensfahrer             | TERRANOVA                  | 2300       | 2399       |             |             |
| Friedensfahrer             | Die Negasphäre             | 2400       | 2499       |             |             |
| unbenannt                  | Stardust                   | 2500       | 2599       |             |             |
| unbenannt                  | Neuroversum                | 2600       | 2699       |             |             |
| unbenannt                  | Das Atopische Tribunal     | 2700       | 2799       |             |             |
| unbenannt                  | Die Jenzeitigen Lande      | 2800       | 2874       |             |             |
| unbenannt                  | Die Sternengruft           | 2875       | 2899       |             |             |
| unbenannt                  | Genesis                    | 2900       | 2999       |             |             |
| unbenannt                  | Mythos                     | 3000       | 3099       |             |             |
| unbenannt                  | Chaotarchen                | 3100       | 3199       |             |             |
| unbenannt                  | Fragmente                  | 3200       | 3299       |             |             |
| Elysion                    | PHOENIX                    | 3300       | 3349       |             |             |
| Elysion                    | PEGASOS                    | 3350       | 3399       |             |             |

Die Serie wird in Zyklen und in jüngerer Zeit auch Großzyklen eingeteilt. Die thematische Unterteilung des Romanstoffs hat ihren Ursprung auch in dem Bestreben, den Lesern zu den jeweiligen 50er oder 100er-Jubiläumsbänden den Beginn eines neuen Handlungsabschnitts zu bieten. Versuche, die Wechsel der Handlungsabschnitte gleitender zu gestalten, stießen eher auf die Ablehnung vieler Leser.
Der Begriff Großzyklus wird zum ersten Mal in Verbindung mit dem Ausblick auf die Bände 1600 bis 1799 gebraucht. Die Zusammenfassung vorhergehender Hefte zu Großzyklen und deren Benennung erfolgte im Nachhinein. Auch ist nicht mehr festzustellen, wann der Begriff „Zyklus“ eingeführt wurde und die Namensgebung eines jeden erfolgte. Von Band 100 bis 199 gab es insgesamt vier Themen mit je 20 bis 30 Heften Umfang. Die Bände 200 bis 299 und 300 bis 399 waren die ersten mit übergeordneten und in sich geschlossenen Handlungsabschnitten und sie waren auch serienzeitlich gegenüber den umgebenden Handlungsabschnitten abgegrenzt. Daher ist das Aufkommen des Zyklusbegriffs mit den 400er Bänden wahrscheinlich.
Einen umfassend geplanten Großzyklus wie den Thoregon-Zyklus wird es wegen des großen Aufwands und der schweren Beherrschbarkeit nicht mehr geben.

## Chronologie
- 1961: Der Moewig-Verlag beauftragt Karl-Herbert Scheer und Clark Darlton (mit bürgerlichem Namen Walter Ernsting) mit der Konzeption einer neuen, auf 30 bis 50 Bände angelegten und wöchentlich erscheinenden SciFi-Serie „mit feststehendem Helden“.[12] Im September erscheint Heft Nr. 1: Unternehmen Stardust. Das Titelbild gestaltet Johnny Bruck.
- 1962: Die Serie führt zwei der beliebtesten Charaktere, den Mausbiber Gucky und den Arkoniden Atlan, ein (Heft Nr. 18 bzw. Nr. 50); beide gehören auch in der aktuellen Handlung noch zu den Hauptfiguren.
- 1963: William Voltz schreibt seinen ersten Roman für die Perry-Rhodan-Serie. Johnny Bruck zeichnet den Vorläufer der Risszeichnungen. Heftroman Nr. 100 erscheint.
- 1964: Anfang September erscheint das erste Taschenbuch unter dem Titel Planet der Mock.[13]
- 1965: Die erste Risszeichnung erscheint in Heft Nr. 192 und stellt ein Kugelraumschiff dar.
- 1967: Die Lexikon-Seite wird in Heft Nr. 278 und die Leser-Kontakt-Seite (LKS) in Heft Nr. 302 eingeführt. Im Oktober erscheint der Perry-Rhodan-Film SOS aus dem Weltall. Veröffentlichung der ersten Perry-Rhodan-Comics.
- 1968: Der erste Band der Comic-Serie Perry, unser Mann im All erscheint.
- 1969: Am 2. Februar startet die Schwesterserie Atlan. Die Hefte erscheinen zunächst alle vier Wochen und ab dem Folgejahr zweiwöchentlich.
- 1971: Im April erscheint Heftroman Nr. 500. Veröffentlichung des ersten Perry-Rhodan-Lexikons und, im November, des ersten Risszeichnungsbandes mit 50 Risszeichnungen.
- 1973: Die Atlan-Serie stellt ihren Erscheinungsturnus auf wöchentlich um.
- 1974: William Voltz übernimmt am 16. Juli ab Heft Nr. 674 die Exposé-Redaktion; die ersten Perry-Rhodan-Hörspiele erscheinen.
- 1975: Veröffentlichung des ersten Perry-Rhodan-Jahrbuchs am 26. Mai.
- 1976: Am 2. Februar erscheint der erste Perry-Rhodan-Report in Heft Nr. 752.
- 1977: Veröffentlichung des zweiten Risszeichnungsbandes. Am 3. Oktober erscheint die erste Ausgabe des Perry-Rhodan-Magazins.
- 1978: Verkaufsstart des ersten Silberbandes am 5. September. Er verbindet die ersten fünf Hefte der Serie in überarbeiteter Fassung in einem Buch; seitdem erscheinen jährlich zunächst drei und ab dem Jahr 1996 vier neue Silberbände.
- 1980: Zum Erscheinen von Heft Nr. 1000 Der Terraner von William Voltz findet im Oktober der 1. Perry-Rhodan-WorldCon in Mannheim statt. Aus diesem Anlass erscheint der erste Jubiläumsband als Taschenbuch. Veröffentlichung des Weltraumatlas.
- 1981: Zum zwanzigjährigen Jubiläum erscheint der zweite Jubiläumsband, Atlan Heft Nr. 500.
- 1983: Erscheinen des zweiten Perry-Rhodan-Lexikons. William Voltz veröffentlicht seinen letzten Roman Einsteins Tränen in Heft Nr. 1165. Zum Erreichen der Weltauflage von 800 Millionen Exemplaren erscheint der Jubiläumsband 4.
- 1984: William Voltz erliegt am 24. März seinem Krebsleiden, wodurch die Perry-Rhodan-Serie einen ihrer wichtigsten, beliebtesten und prägendsten Autoren verliert. Reform der Redaktion, um künftig mehr als nur einen Exposé-Verantwortlichen zu haben. Zum Erreichen der Weltauflage von 900 Millionen Exemplaren erscheint der Jubiläumsband 5. Im selben Jahr erscheinen zwölf Perry-Rhodan-Hörspielkassetten.
- 1985: Zum Erreichen der Weltauflage von 1 Milliarde Exemplaren erscheint der Jubiläumsband 6.
- 1986: Zum 25-jährigen Jubiläum der Serie findet der 2. Perry-Rhodan-WorldCon in Saarbrücken statt und der Jubiläumsband 7 erscheint.
- 1988: Am 18. Januar erscheint als letztes Atlan-Heft die Ausgabe Nr. 850 unter dem Titel Transfer.
- 1990: Am 16. Mai erscheint das Heft Nr. 1500 unter dem Titel Ruf der Unsterblichkeit.
- 1991: Am 24. und 25. August findet zum 30-jährigen Bestehen der Perry-Rhodan-Serie der 3. Perry-Rhodan-WorldCon in Karlsruhe statt.
- 1991: Am 15. September stirbt der Mitbegründer und erste Autor der Serie, Karl-Herbert Scheer.
- 1992: Der erste Atlan-Hardcover-Band erscheint.
- 1993: Am 27. Juni stirbt Kurt Mahr (alias Klaus Otto Mahn), Autor der ersten Stunde (erster PR Roman war Nr. 5 Atom-Alarm).
- 1995: Am 6. Oktober stirbt Johnny Bruck, der bis dahin alle Titelbilder der Perry-Rhodan-Hefte zeichnete. Sein letztes Titelbild erscheint auf Band 1799.
- 1996: Die erste CD erscheint mit den Titelbildern der Hefte 1-1840, einem Archiv, Kurzbeschreibungen und weiterem Material aus der Heftserie
- 1999: Am 21. Dezember erscheint Heft Nr. 2000 unter dem Titel ES, aus diesem Anlass findet der 4. Perry-Rhodan-Weltcon in Mainz statt.
- 2001: 40 Jahre Perry Rhodan; eine Sonderausgabe des Perry-Rhodan-Magazins erscheint.
- 2005: Am 15. Januar stirbt der Mitbegründer und Autor der Serie, Clark Darlton (alias Walter Ernsting).
- 2005: Am 5. Dezember startet die 6. Auflage der Serie als E-Book bei readersplanet. Pro Woche erscheinen zwei Bände.
- 2006: Am 9. September feiert die Perry-Rhodan-Serie ihr 45-jähriges Bestehen im Goethe-Forum in München.
- 2007: Am 17. August erscheint das Heft Nr. 2400 unter dem Titel Zielzeit. Die Romane erscheinen nun parallel als Hörbuch, produziert von Eins A Medien.
- 2007: Zur Frankfurter Buchmesse erscheint der Jubiläums-Silberband 100. Das Buch enthält u. a. den überarbeiteten Heftroman Bardioc (Nr. 850).
- 2008: Im April ist der erste von insgesamt 36 Bänden einer neuen Perry-Rhodan-Heftserie im Handel erhältlich. Unter dem Titel Perry Rhodan Action erzählen sie bis August 2009 abenteuerliche Geschichten aus der Serien-Vergangenheit.
- 2008: Am 22. April stirbt Ernst Vlcek. Er war Exposé-Autor der Bände 1211 bis 1999.
- 2009: Am 17. Juli erscheint das Heft Nr. 2500 unter dem Titel Projekt Saturn. Uwe Anton übernimmt ab Band 2505 die Exposégestaltung von Robert Feldhoff, der nach schwerer Krankheit am 17. August stirbt.
- 2011: Kurz vor dem 50-jährigen Jubiläum der Serie erscheint am 17. Juni das Heft Nr. 2600 unter dem Titel Das Thanatos-Programm von Uwe Anton. Der 5. WeltCon findet in Mannheim statt.
- 2011: Am 30. September 2011 startet die neue Taschenbuchserie Perry Rhodan Neo, die Taschenbücher erscheinen zweiwöchentlich freitags.
- 2013: Am 17. Mai 2013 erscheint das Heft Nr. 2700 unter dem Titel Der Techno-Mond. Christian Montillon und Wim Vandemaan übernehmen die Exposégestaltung von Uwe Anton.
- 2019: Am 15. Februar 2019 erscheint der von den Exposé-Autoren Christian Montillon und Wim Vandemaan verfasste Roman Nr. 3000 unter dem Titel Mythos Erde.[14]
- 2019: Am 27. Februar 2019 erscheint im Fischer TOR Verlag das Prequel Perry Rhodan – Das größte Abenteuer von Andreas Eschbach, eine fiktive Biographie, die sich mit Perry Rhodans Leben bis zum Mondflug befasst.
- 2021: Am 15. Januar 2021 erscheint Heft Nr. 3100 unter dem Titel Sternenruf. Der Roman wurde wieder von den Exposé-Autoren Christian Montillon und Wim Vandemaan verfasst.
- 2022: Unter dem Titel Mission MAGELLAN erscheint am 16. Dezember Band 3200 aus der Feder von Robert Corvus.
- 2024: Unter dem Titel Terra muss fallen erscheint am 15. November Band 3300. Die beiden bisherigen Exposé-Autoren Christian Montillon und Wim Vandemaan treten von ihrer Stelle zurück. Der Autor des Bandes, Ben Calvin Hary, übernimmt die Rolle des Exposé-Autors.

Die ersten dreißig Jahre betreut Günter M. Schelwokat die Reihe als Lektor.

## Die Serie in der realen Welt

### Kritische Betrachtungen der Serie
Die Terraner in der Serie verfolgten anfangs (realzeitlich Anfang der 1970er Jahre) einen starken Expansionismus und Kolonialismus, der dem eigenen Schutz und der Erweiterung ihres Herrschaftsgebietes diente. Der reale Ost-West-Konflikt fand hier zu Beginn seinen Niederschlag und führte zunächst zu einem eher starren Freund-Feind-Denken. Häufigster Kritikpunkt war zu jener Zeit, warum die begrenzte Gruppe von ES auserwählter Unsterblicher um Perry Rhodan über Jahrhunderte ununterbrochen die Geschicke einer Demokratie leitete, ohne auch nur ein einziges Mal abgewählt worden zu sein. Darum wurde etwa durch Robert Jungk, durch Jürgen und Beate Ellerbrock sowie Frank Thieße der Vorwurf faschistoider Tendenzen erhoben. Kritiker richteten sich gegen den Verlag selbst (der auch die Landser-Hefte vertrieb) sowie serienintern gegen die Figur des von Kritikern als „entnazifizierten Super-Arier“ empfundenen Atlan und andere extrem stereotype Nebenfiguren sowie die Verwendung veralteter Theorien (etwa die Kontraktionstheorie zur Erklärung von Atlantis oder Elemente der Rassentheorie zur Erklärung, warum bestimmte außerirdische Zivilisationen degeneriert seien). Diese Vorwürfe wurden ihrerseits als polemisch und haltlos kritisiert, zumal sich auch die Serie entsprechend dem Zeitgeist fortentwickelte; die Intention der Autoren sei stets die Darstellung einer offenen und pluralistischen Zukunftsgesellschaft gewesen.
Im Lauf der Zeit und vor allem durch Übergabe der Exposéredaktion an William Voltz 1975 änderten sich allmählich die Inhalte der Serie. Das in der Serie bereits 1990 (nicht Realzeit) gegründete in der Milchstraße über viele Jahrhunderte hinweg hegemonistische Solare Imperium der Terraner wird von außergalaktischen Invasoren im 36. Jahrhundert zerschlagen. Die Serie wandte sich im Folgenden (späte 1970er, frühe 1980er Jahre) auch anderen Inhalten zu, etwa der Esoterik, als Rhodan mit den Ultimaten Fragen konfrontiert wurde. Mit dem zeitweiligen Zusammenbruch vorher geordneter gesellschaftlicher Strukturen (Cantaro-Zyklus, Ende 1980er Jahre) nahm die Serie Ideen des Cyberpunk auf. Im 400-bändigen Thoregon-Zyklus (Mitte 1990er bis Anfang 2000er Jahre) wurde sehr stark die Frage nach einem Dritten Weg zwischen den beiden polarisierenden Mächten des Universums diskutiert und eine Lösung gesucht, wie die Milchstraße in Frieden leben kann. In der Handlungsgegenwart werden die Terraner in der Milchstraße als ein, wenn auch wichtiges, Volk unter vielen in der galaktischen Gemeinschaft dargestellt, die sich im neuen Galaktikum (Stardust-Zyklus 2009) unter der Führung eines anderen Milchstraßenvolkes versammelt haben.
Trotz der Vielfalt der Lebensformen, Charaktere und Ideen wiederholen sich bestimmte Muster: Meist geht es um eine ultimate Bedrohung Terras bzw. der Menschheit, und die Lösung kann nur durch Rhodan und dessen Freunde und Verbündete herbeigeführt werden. Feindliche Mächte stammen fast immer von außerhalb dieses Kreises, die Menschheit ist im Wesentlichen positiver Natur, kann aber „zum Bösen verführt“ werden. Die Unsterblichen kümmern sich dann um dieses Problem und stellen eine Art Übervaterfiguren dar. Auch diese Charakterisierung ist wiederum nicht durchgängiger Natur, da es auch lange Perioden der galaktischen Menschheit gab und gibt, in denen diese ohne stärkeren oder beherrschenden Einfluss durch den Kreis der Unsterblichen ausgekommen ist (Bände 1000 bis 2000).
Im Universum der Perry-Rhodan-Serie werden immer wieder einzelne Wesen von Superintelligenzen oder den über diesen stehenden Hohen Kosmischen Mächten durch technische Mittel zu Unsterblichen mit teilweise erheblichen Machtmitteln erhoben, die sich ihren jeweiligen Mentoren verpflichtet fühlen. Aus diesem Konzept ergibt sich ein stetiger Kampf zwischen Ordnung und Chaos, der seit Äonen hin und her wogt, ohne entschieden zu werden bzw. entschieden werden zu können. Es ist diese grundsätzliche Struktur, aus der die Serie eine wesentliche Attraktivität (engl. beauty of appeal) für die Leserschaft bezieht. Gerade in neueren Zyklen wird dabei immer stärker herausgearbeitet, dass die Paarung Ordnung und Chaos nicht mit Gut und Böse gleichzusetzen ist, da die Ziele beider Lager in ihrem Extrem – Erstarrung in vollständiger Ordnung oder in vollständigem Chaos – für die normalsterblichen Wesen nicht erstrebenswert sind. Die Zielvorstellung ist ein Weg, bei dem beide Mächte im halbwegs stabilen Gleichgewicht stehen und die normal-intelligenten Lebewesen und Völker von den beiden Lagern nicht angegriffen werden. Das Leben an sich soll damit eine freie und selbstbestimmte Entwicklungsmöglichkeit erhalten (den Dritten Weg).

### Die Serie als Zeitzeuge
Die Serie ist eine Massenpublikation, die ein großes Publikum anspricht. Die Autoren sind durch diese Zielvorgabe an die Vorstellungswelt ihrer jeweiligen Leser gebunden. Im Rückblick wird der jeweils vorherrschende Zeitgeist erkennbar.
So finden sich in Heften der 1960er und 1970er Jahre teilweise verschiedene Vorstellungen – von der Anarchie bis hin zum Obrigkeitsstaat. Beispiele sind die „Asozialen Freien Siedler“, die ohne Oberaufsicht des Solaren Imperiums Kolonien gründen wollen. Oder „Bürger“, die fast panisch reagieren, wenn sie nicht zügig den Wünschen von Verwaltung oder Militär folgen können. Es eröffnen sich auch Einblicke in die Moralvorstellungen der 1960er Jahre, als der Mutant Kakuta in die Kabine von Rhodans erster Frau Thora teleportiert, während diese sich umzieht. Ebenso als Rhodans zweite Frau Mory Abro als nacktes Ritualopfer vorbereitet wird oder als der Minister Mercant sich fast schon peinlich berührt bei Rhodan erkundigt, ob Mory schwanger sei. Der soziale Umgang in den 1960er Jahren zeigt sich auch darin, dass sich Unsterbliche nach Jahrhunderten der Bekanntschaft immer noch siezen. Erst in den 1980er Jahren wird die Anrede mit Du im gesellschaftlichen Umgang innerhalb der Romanhandlung allgemein eingeführt.
Seit den 1990er Jahren geht es dann auch vom Tonfall her deutlich lockerer zu. Die Unsterblichen werden von den Terranern mit normalem Respekt, aber keinesfalls mehr dienerisch behandelt. Auch Darstellungen sexueller Interaktion finden, wenngleich oberflächlich, ihren Eingang in die Romanhandlungen.

### Erstellung der Heftromane
Schon früh in der Geschichte der Serie kristallisierte sich eine Arbeitsweise heraus, die bis heute mit leichten Veränderungen beibehalten wurde: Das Autorenkollektiv trifft sich mit den Vertretern des Verlags auf der Autorenkonferenz und schlägt mögliche Handlungsrichtungen vor.
Der Exposé-Autor kombiniert und verdichtet die Vorschläge zu einer Handlung, die er wiederum an die Autoren verteilt. Dabei erhält jeder Autor jedes Exposé, um den detaillierten Handlungsverlauf eines Romans und in der Summe die Serienhandlung verfolgen und beachten zu können. Ein Exposé enthält die Handlung des jeweiligen Romans, Hintergrundinformationen zur Gesamthandlung und -einordnung, um das Zyklusziel nicht aus den Augen zu verlieren, sowie technische und wissenschaftliche Daten.
Der Autor erstellt den kompletten Roman anhand der Vorgaben, die je nach Thema enger oder weiter gefasst sein können. Hierbei nutzt er seinen Spielraum für die Ausgestaltung des Romans. Weil der einzelne Autor seinen Roman ohne Kenntnis der Arbeit seiner Kollegen schreibt, die aus terminlichen Gründen parallel arbeiten, können Ungereimtheiten und Widersprüche in Details zwar nicht gänzlich vermieden, durch das Korrekturlesen der Redaktion jedoch auf ein Minimum beschränkt werden.
Die kreative Freiheit der Autoren führte mehrfach dazu, dass Erfindungen des Schreibers – zum Beispiel die Einführung von im Exposé nicht vorgesehenen Personen – ein Eigenleben über zahlreiche Hefte des jeweiligen Autors entwickelten und mitunter offiziell Eingang in die weitere Seriengestaltung fanden.
Die Planung der Handlung ist langfristig angelegt. Im April 1978, als ungefähr Band Nr. 850 erschien, war die Konzeption der Handlung in Rohfassung bereits bis Band Nr. 1.200 festgelegt.
Das Heft enthält neben dem Roman wöchentlich die Leserkontaktseite, auf der Leser ihre Meinung kundtun und Antworten des betreuenden Autors erhalten, und den Kommentar, in dem ein Autor einige Aspekte der laufenden Handlung näher beleuchtet. Weiterhin erscheinen im Heft vierwöchentlich abwechselnd eine Risszeichnung, das Journal für Berichte der realen Wissenschaft, der Report für Themen rund um Perry Rhodan, die Clubnachrichten mit Informationen aus dem Fandom und die Stellaris-Kurzgeschichten um einen kleinen interstellaren Frachter und dessen Besatzung.

## Erscheinungsarten

### Printmedien
Perry Rhodan erscheint außer im deutschsprachigen Raum auch in Brasilien, China, Frankreich, Italien, Japan, Russland, Tschechien und in den Niederlanden.

#### Heftromane
Die Heftromane der Anfangszeit erschienen in den USA als Taschenbuch mit mehreren zusammengefassten Geschichten. Zu einigen Romanen schuf der US-amerikanische Künstler Chris Foss Titelbilder, von denen einige im Buch 21st Century Foss ISBN 90-6332-571-1 veröffentlicht wurden. Aktuell sind erstmals nach 25 Jahren auch in Englisch Romane auf dem Markt, so von Frank Borsch die sechsbändige Lemuria-Serie mit Band 1 Star Ark (320 Seiten, ISBN 1-932564-88-8) mit einer als gelungen angesehenen Übertragung ins Englische.

##### Perry-Rhodan-Heftserie
Die Perry-Rhodan-Heftserie erscheint beziehungsweise erschien in Deutschland in mehreren Auflagen. Die Gesamtauflage beträgt über 1,5 Milliarden Hefte im Januar 2009.
- Erste Auflage: seit 8. September 1961; aktuelle Auflage (Jahr 2005) laut einem Interview mit PR-Redakteur Frank Borsch: ca. 135.000 Hefte pro Woche / laut Medien Daten Verlag Auflage 102.000, Verkauf 63.100 pro Woche [Stand: Januar 2013]. Zusätzlich wird die Auflage als E-Buch veröffentlicht.
- Zweite Auflage: vom 11. März 1966 bis 6. Juli 1987; eingestellt bei Heft Nr. 1114
- Dritte Ausgabe: vom 20. Oktober 1967 bis Januar 1973; eingestellt bei Heft Nr. 276. Diese Ausgabe bestand überwiegend aus unverkauften Exemplaren der zweiten Auflage, die mit einem neuen Aufkleber versehen und erneut angeboten wurden. Nur wenige Hefte wurden für die Dritte Ausgabe tatsächlich neu gedruckt.
- Dritte Auflage: vom 9. Februar 1973 bis 13. Juli 2007; seit 23. März 1993 als zweiwöchentlich erscheinende Paperbacks mit jeweils zwei Romanen je Ausgabe; eingestellt bei Nummer 1798/1799[23]
- Vierte Auflage: vom 12. Oktober 1977 bis 1993; eingestellt bei Nummer 799
- Fünfte Auflage: seit 15. September 1982; seit 13. April 1993 als zweiwöchentlich erscheinende Paperbacks mit jeweils zwei Romanen je Ausgabe. Seit Band 1300 erscheint sie ebenfalls als E-Buch. Mit dem Doppelband 1598/1599 wurde die Auflage 2013 eingestellt.[24]
- Sechste Auflage: seit 8. September 2005; erschien als E-Buch; geplant waren 49 Bände, mehr als 600 wurden es. Mit der neuen E-Buch-Strategie war diese Auflage obsolet.

Der ursprüngliche Erscheinungstermin der Serie war der Dienstag. Nach Aussage des Redakteurs gab es in den 1960er Jahren lediglich einen Tag in der Woche, an dem Nichtzeitschriftenformate ausgeliefert wurden. Im Laufe der Jahrzehnte verwässerte der Termin, sodass an etlichen Stellen schon freitags der Roman erschien. Um eine Chancengleichheit der Händler und damit eine bessere Verteilung erreichen zu können, wurde zum 5. Dezember 2003 mit Band 2207 der Erstauflage für alle Auflagen der Erscheinungstag auf den Freitag vorverlegt. Damit verband sich die Hoffnung, dass auch Wochenendleser zusätzlich erreicht werden.
Ein Perry-Rhodan-Heftroman umfasst im Schnitt ca. 180.000 Zeichen inklusive Leerzeichen.

##### Perry Rhodan Action
Eine neue, zunächst auf 12 Hefte angelegte Serie erschien im vierzehntäglichen Rhythmus seit April 2008. Sie trägt den Titel „Perry Rhodan Action“. Die Handlung spielt ab dem Jahre 2166 und somit mehr als 2500 Jahre vor der aktuellen Handlungszeit der Erstauflage. Die Handlung wurde an die Leseerwartungen der Gegenwart angepasst. Die Figuren bekamen mehr Innenleben, die Technik trat weniger in den Vordergrund. Die Serie wurde am Ende des dritten Zyklus mit Band 36 eingestellt. Als Grund wurde angegeben, dass die Serie die „Anforderungen“ nicht erfüllt habe.

##### Miniserien
Seit 2014 erscheint ein Mal pro Jahr eine abgeschlossene Miniserie mit Perry Rhodan als Figur im Zentrum der Geschichte, die die Haupthandlung ergänzt. Erschienen sind 2014 die Miniserie Stardust, 2016 die Miniserien Arkon und Jupiter, 2017 die Miniserie Terminus, 2018 die Miniserie Olymp und 2019 (ab 14. Juni) Mission SOL sowie ab März 2020 Mission SOL 2. Weitere Miniserien waren im Jahr 2021 Wega und 2022 Atlantis. 2023 folgte Atlantis 2 und ab März 2024 kam die Miniserie Androiden heraus.
Die Serien sind jeweils zwölfbändig und spielen immer vor der aktuellen Haupthandlung, wobei sie in der zentralen Chronologie gelassene Lücken nutzen, um in diesen neue Geschichten zu erzählen. Eine Ausnahme ist Jupiter, die Serie beruht auf dem schon 2011 erschienenen Hardcover Jupiter und gibt die Geschichte neu lektoriert und ergänzt in erweiterter Form wieder.

##### Perry Rhodan Neo
Am 30. September 2011 startete parallel zur alten Serie eine Neufassung. In dieser landet Perry Rhodan erst im Jahr 2036 auf dem Mond. Die Serie erscheint zweiwöchentlich, ursprünglich à 160 Seiten, ab NEO 97 à 100 Seiten. Nach drei Staffeln (entsprechen den Zyklen der Hauptserie) mit je acht Taschenheften war die Serie von NEO 25 bis NEO 96 konsistent in Staffeln von 12 Heften gegliedert, und nach einer vierheftigen Kurzstaffel gehen die Staffeln seit NEO 101 jeweils über zehn Hefte.
Während die Perry-Rhodan-Heftromanserie von den geopolitischen Begebenheiten der realen Welt Mitte des 20. Jahrhunderts ausging und die Handlung in einer nahen Zukunft beginnen ließ, geht Perry Rhodan Neo 50 Jahre später von der realen Welt des frühen 21. Jahrhunderts aus und beginnt ebenfalls in einer nahen Zukunft. So fliegt Perry Rhodan nicht im Jahre 1971 zum Mond, sondern erst 2036. Die Handlung nimmt somit aufgrund der geänderten Ausgangslage einen alternativen Verlauf. Die klassischen Motive der Serie werden ebenfalls in eine nahe Zukunft verlagert und entsprechend interpretiert. Es werden neue Figuren eingeführt und bekannte Figuren in einem neuen Licht gezeigt.
Die Serie ist somit nicht kanonisch in Bezug auf das klassische Perryversum. Nach der Aussage Klaus N. Fricks auf dem 5. Weltcon 2011 in Mannheim wird es auch keine Überschneidungen oder Referenzen zwischen den Serien wie zu den Atlan-Serien geben. Perry Rhodan und Perry Rhodan Neo bilden jeweils einen „eigenen Kosmos“.
Analog zu den Silberbänden der Hauptreihe erscheinen seit 2014 mit der Platin-Edition auch für Perry Rhodan Neo vier Mal im Jahr Hardcover-Sammelbände, in diesem Falle bislang immer leicht überarbeitet vier Hefte plus eine zeitexklusive Kurzgeschichte pro Band, die als Neo-Storys zunächst zwei Wochen, zurzeit drei Monate später auch separat als E-Book veröffentlicht werden. Es ist ob der geänderten Seitenanzahl pro Heft und Heftanzahl pro Staffel anzunehmen, dass, so die Platin-Edition Heft Nr. 101 (mit Band Nr. 26) erreicht, ab diesem jeder Sammelband fünf Hefte umfassen wird.

##### Atlan-Heftserien
- Erste Auflage: Von 1969 bis 1988 erschien eine Atlan-Heftserie, die es auf insgesamt 850 Hefte brachte.
- Zweite Auflage: Eine zweite Auflage dieser Serie erreichte 299 Heftromane.
- Neue Atlan-Heftserie: Ab 1998 erschienen zunächst mit Unterbrechungen und von 2003 bis 2006 in kontinuierlicher Folge so genannte Atlan-„Mini-Zyklen“ im Heftformat (jeweils 12 Hefte 2-wöchentlich). Diese Serie wurde mit Band 60 wieder eingestellt.
- Atlan – Das absolute Abenteuer: Seit Januar 2013 erscheint eine Atlan-Taschenheftserie, die aus überarbeiteten Originalromanen der Atlan-Heftserie (beginnend mit Nr. 500) besteht. Jeweils zwei Originalromane werden in einem Taschenheft veröffentlicht. Die Erscheinungsweise ist monatlich. Auch diese Serie wurde inzwischen nach Erscheinen von Band 10 wieder eingestellt.

#### Bücher
- Silberbände

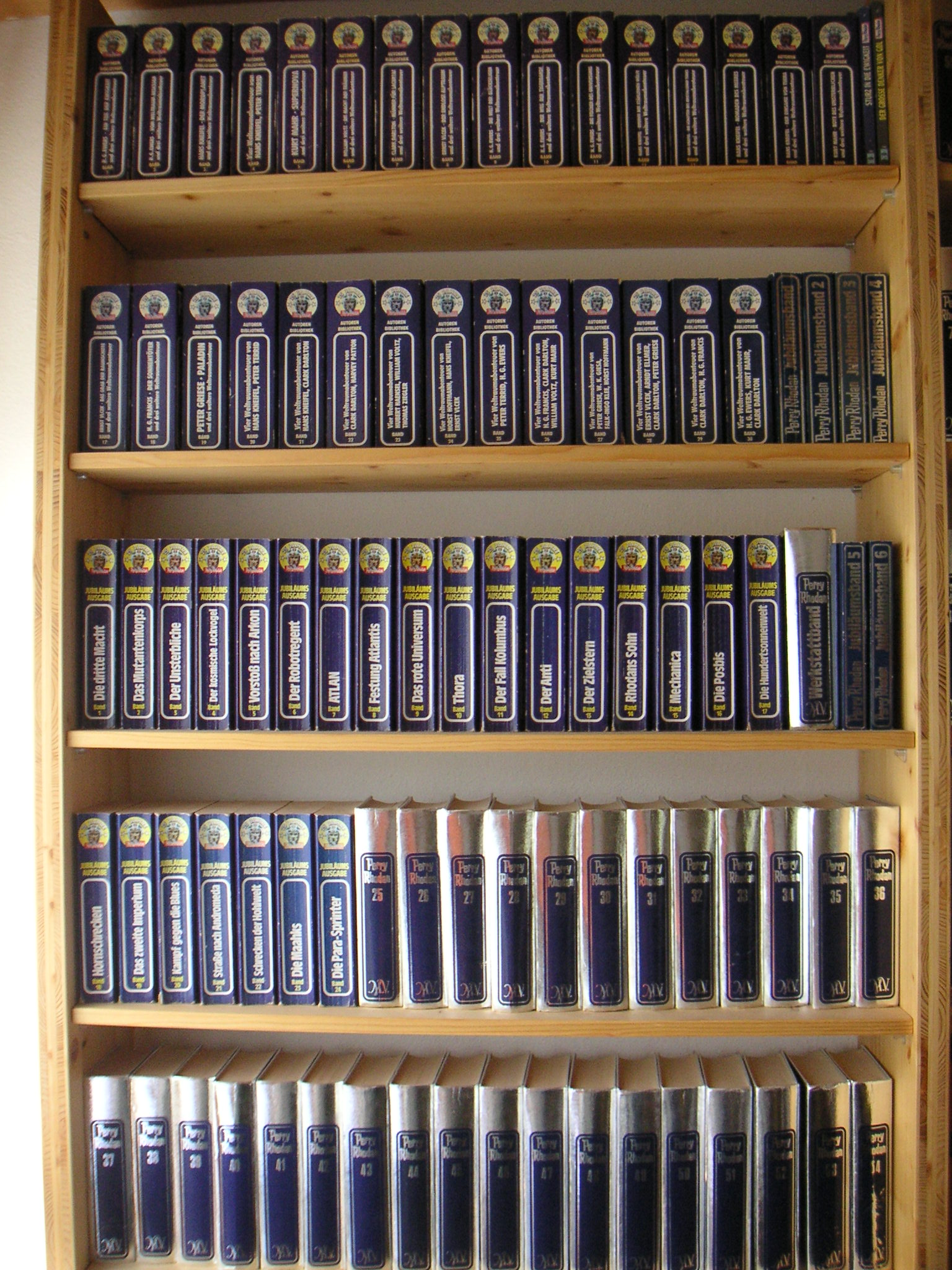
Autorenbibliothek (oben) und Silberbände (als Taschenbücher und Hardcover, unten)

  - Seit 1978 dreimal und ab 1996 viermal jährlich erscheinende Hardcover, in denen jeweils fünf bis elf Original-Heftromane neu überarbeitet in Buchform herausgebracht werden (im November 2007 erschien Silberband 100). Bis zum Silberband 80 wurden einige der Heftromane jeweils ausgelassen, wenn deren Handlungsstrang nebensächlich oder durch die überarbeitete Form redundant war. Ab Band 81 sind alle Heftromane enthalten. Nach Verlagsangaben liegt die Gesamtauflage der Silberbände bei etwa acht Millionen Exemplaren (Stand Januar 2005). Jeder Band hat ein 3D-Titelbild in Linsenrastertechnik. Die Silberbände wurden mit einem blauen Design und ohne das 3D-Titelbild als Lizenzausgabe beim Bertelsmann Buchclub verkauft.
- Lizenzausgabe (Hrsg.: Hubert Haensel)
- Autorenbibliothek
- Perry Rhodan: Gold Edition
- Kosmos-Chroniken
- Autorenbiographien
- Space Thriller
- Atlan-Hardcover (Blaubände)
  - Die Atlan-Bände beschreiben die Geschichte Atlans, einem der Hauptcharaktere vor dem Zusammentreffen mit Perry Rhodan.
- Leihbücher: 1962 bis 1968 erschienen 112 der ersten 156 Hefte als Leihbücher.[31] Die Cover aller 56 Bücher nennen K. H. Scheer als alleinigen Autor, auch dann, wenn keines der beiden enthaltenen Hefte von ihm verfasst wurde.

#### Taschenbücher

##### Planetenromane

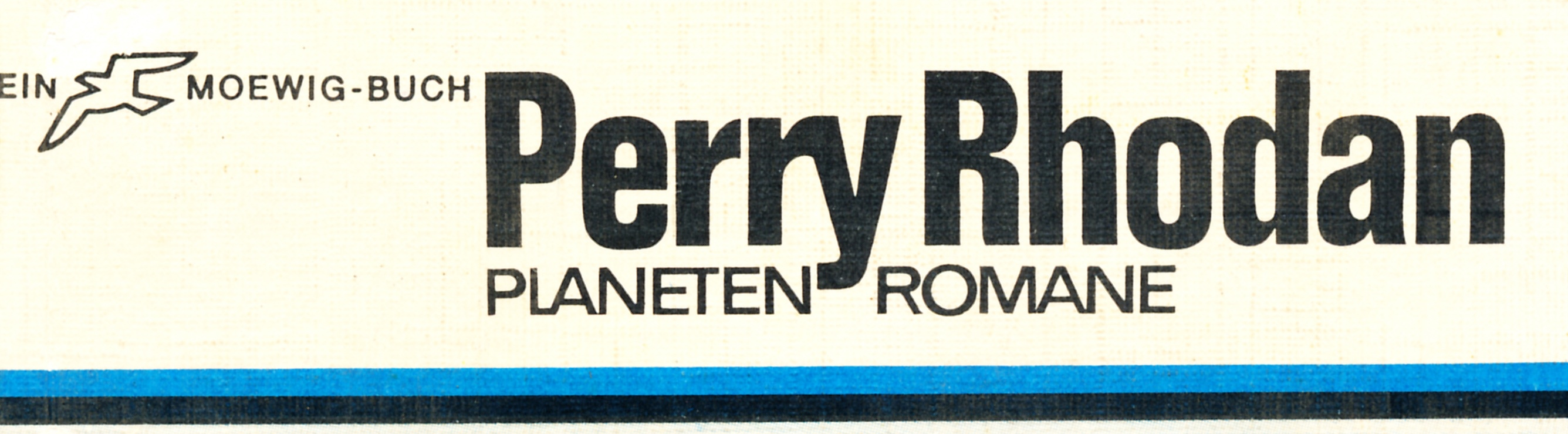
Perry Rhodan Planeten Romane

Lange Zeit gab es eine monatlich erscheinende Taschenbuchreihe – die so genannten Planetenromane –, die jeweils abgeschlossene, im Perry-Rhodan-Universum angesiedelte Geschichten beinhalteten. Sie erschien bis 1980 vierwöchentlich, danach bis zur Einstellung monatlich. Der Inhalt unterlag keinem vorgegebenen Exposé, sondern basierte auf Ideen der Autoren nach Absprache mit dem Verlag. Erschienen sind diese Taschenbücher zunächst beim Moewig-Verlag, später bei der Verlagsunion Pabel-Moewig, dem Heyne Verlag und Burgschmiet-Verlag (BSV). Insgesamt erschienen von 1964 bis 1998 415 Taschenbücher.

##### „Heyne“-Taschenbücher
Ab November 2002 bis 2009 erschienen bei Heyne abgeschlossene Taschenbuch-Zyklen, zunächst die Zyklen Andromeda, Odyssee und Lemuria mit jeweils sechs Bänden. Ein aus drei Bänden bestehender Trade-Paperback-Zyklus mit dem Titel PAN-THAU-RA erschien im Herbst 2005. Seit November 2006 erschienen zwei weitere, jetzt wieder auf sechs Bände angelegte Taschenbuch-Zyklen (Der Posbi-Krieg und Ara-Toxin). Ein neuer dreibändiger Taschenbuch-Zyklus mit dem Titel Das rote Imperium erschien 2008. Im Herbst 2009 folgt der ebenfalls dreibändige Zyklus Die Tefroder.

#### Taschenhefte
Im Juni 2009 startete die Verlagsunion Pabel-Moewig die zweimonatlich erscheinende Taschenheft-Reihe Perry Rhodan-Planetenromane. Dabei handelt es sich um bearbeitete Neuauflagen der Taschenbücher.

#### Comics
1968 bis 1969 lief die Serie Perry Rhodan im Bild im Heftformat (26 × 18 cm). 27 Ausgaben lang wurden ausgesuchte Heftromane nacherzählt. Den zweiten Teil der Hefte bildeten zuerst Geschichten mit dem Mausbiber Gucky, später dann mit Atlan, bevor die Zweitgeschichten mit Heft 24 eingestellt wurden. Von 1969 bis 1975 erschienen 129 Ausgaben der Serie Perry – unser Mann im All. Bei Sammlern sind diese Ausgaben begehrt, ebenso wie die frühen Ausgaben der Heftromane der ersten Auflage. Im April 2006 startete der Alligator Farm Verlag mit Perry – unser Mann im All Nr. 130 die Fortsetzung. Bis zum September 2013 erschienen 12 Hefte. Die Zeichnungen zeichneten sich damals wie heute durch einen sehr bunten und poppigen Stil aus. Wie manche Ausgaben der alten Serie enthielt die neue Reihe in der Mitte des geklammerten Hefts herausnehmbare Risszeichnungen von Raumschiffen und anderen technischen Einrichtungen. 2016 legte man im selben Verlag mit dem Perry-Album #1 einen Fortsetzung der eigenen Heftserie als Hardcover Album auf.
2016 erschienen im Verlag Cross Cult eine 6-teilige Comicheftreihe. Die Serie war in zwei je dreiteilige Geschichten gegliedert: Die Kartografen der Unendlichkeit und Kampf um die Sol, die später in zwei Hardcover-Bänden veröffentlicht wurde.
Seit August 2023 erscheinen unter dem Titel Der kleine Perry neue Comics im Carlsen Verlag, geschrieben von Olaf Brill und gezeichnet von Michael Vogt.

#### E-Books
Die ersten E-Bücher wurden von engagierten Händlern erstellt, die das neue Marktsegment erschließen wollten. Die gewählten Formate waren Mobipocket, PDF und EPUB. Die Themen umfassten Perry Rhodan, Atlan, Taschenbücher und Sonderreihen. Seit Band 2600 lässt der Verlag die elektronische Variante als EPUB und Mobipocket erstellen und über die Standardkanäle vertreiben.
Die Romane der Erstauflage enthalten in der Druckvariante Ergänzungen wie LKS, Perry Rhodan Report und weitere. Diese wurden zu verschiedenen Zeiten in unterschiedlichem Umfang auch in die E-Bücher eingefügt.
E-Books erscheinen zu allen aktuellen Auflagen der Rhodan-Romane und als überarbeitete Neuauflage der alten Atlanserie. Ebenso werden alle Werke elektronisch dauerhaft zugänglich gemacht.
Die Comic-Serie Perry Rhodan im Bild erscheint bis Ausgabe 27 als PDF.

### Hörbücher

#### Laufende Veröffentlichungen
- Silber-Edition (seit 2002), produziert von Eins A Medien: Bei den Silber-Editionen handelt es sich um komplette Lesungen der Silberbände. Seit 2002 erschienen bisher die Nummern 1 bis 73 im CD-Format sowie als MP3-Download, gelesen von Josef Tratnik. Von Oktober 2010 bis Juni 2021 erschienen zudem die Folgen von 74-118 als Download und MP3-CD, abwechselnd gelesen von Tom Jacobs und Andreas Laurenz Maier. Außerdem werden seit 2012 die Silberbände ab Nr. 119 vertont, abwechselnd gelesen von Martin Bross und Axel Gottschik.
- Rhodan-Heftromane (seit 2007), produziert von Eins A Medien: Seit dem Start des Zyklus Negasphäre mit Heft 2400 am 16. August 2007 erscheinen die Heftromane auch als wöchentliches Hörbuch. Die Jubiläumshefte der Serie können über viele Downloadportale für Hörbücher kostenlos heruntergeladen werden. Außerdem erschienen ab dem 1. August 2014 die Hörbücher des 400 Teile starken Großzyklus „Thoregon“, dessen Vertonung aber bei Band 1843 eingestellt wurde. Daneben wurden auch vereinzelt andere Heftromane vertont. Sprecher sind im aktuellen Zyklus: Renier Baaken, Florian Seigerschmidt, Tom Jacobs und Martin Bross. Da diese Hörbuchreihe nun seit über zehn Jahren vertont wird, wechselten die Sprecher im Laufe der Zeit, frühere Sprecher waren Simon Roden, Georg Höppner, Michael Che-Koch und Andreas Laurenz Maier. Gastlesungen gibt es von Leo Lukas, Josef Tratnik und Engelbert von Nordhausen.
- Perry Rhodan Neo, produziert von Eins A Medien: Seit dem Start der Serie Perry Rhodan Neo am 30. September 2011 erscheinen die Romane auch als Hörbuch. Die Hefte werden als Download oder Doppel-mp3-CD angeboten. Sprecher sind Axel Gottschick, Hanno Dinger, Markus Klauk sprach Nr. 2 ein, Tom Jacobs Nr. 4 und 6.

#### Abgeschlossene Veröffentlichungen
- Atlan: Flammenstaub-Zyklus (2006), produziert von Lausch. Die Serie umfasst insgesamt 12 Romane und erschienen ausschließlich im MP3-Format. Sprecher ist Günter Merlau.
- Atlan-Zeitabenteuer (2007–2014), produziert von Eins A Medien: Die Atlan-Zeitabenteuer sind Vertonungen der Blaubände. Sie erschienen als MP3-CD sowie als kostenpflichtiger Download bei allen großen Hörbuch-Downloadportalen. Die Sprecher sind Engelbert von Nordhausen (Band 1–5) und Renier Baaken (Band 6–13).
- Perry Rhodan ACTION (2008), produziert von Eins A Medien; diese Heftserie, die zwölf Bände umfasst, erschien im zweiwöchentlichen Rhythmus als Hörbuch. Die Hefte werden als Download, auf CD und DVD im MP3-Format angeboten. Eine Folge umfasst zwischen drei und vier Stunden. Sprecher ist der Kölner Schauspieler Sebastian Rüger. Während die Heftserie in Papierform weitergeführt wird, wurde die Serie in Hörbuchform mit Heft 12 zunächst eingestellt.
- Perry Rhodan ANDROMEDA (2009/2010), produziert von Eins A Medien, Vertonung der sechsteiligen, 2002/2003 erstmals als Taschenbuchserie erschienenen Serie. Sprecher ist Josef Tratnik. Die Hörbücher erschienen als Audio-CDs und als Hörbuch.
- Perry Rhodan LEMURIA (2011/2012), produziert von Eins A Medien, Vertonung der sechsteiligen, 2004/2005 erstmals als Taschenbuchserie erschienenen Serie. Sprecher ist Josef Tratnik. Die Hörbücher erschienen als Audio-CDs und als Hörbuch.
- Perry Rhodan STARDUST (2014), produziert von Eins A Medien; gleichzeitig mit den Romanen erschien die zwölfteilige Miniserie auch als Hörbuch. Sprecher ist Renier Baaken. Die Serie ist als Hörbuch-Download und als Komplettausgabe mit 6 MP3-CDs erhältlich.
- Perry Rhodan ARKON (2016), produziert von Eins A Medien; gleichzeitig mit den Romanen erschien die zwölfteilige Miniserie auch als Hörbuch. Sprecher ist Marco Sven Reinbold. Die Serie ist als Hörbuch-Download und als Komplettausgabe mit 6 MP3-CDs erhältlich.
- Perry Rhodan JUPITER (2016), produziert von Eins A Medien; gleichzeitig mit den Romanen erschien die zwölfteilige Miniserie auch als Hörbuch. Sprecher ist Marco Sven Reinbold. Die Serie ist als Hörbuch-Download und als Komplettausgabe mit 6 MP3-CDs erhältlich.
- Perry Rhodan OLYMP (2017), produziert von Eins A Medien; gleichzeitig mit den Romanen erschien die zwölfteilige Miniserie auch als Hörbuch. Sprecher ist Renier Baaken. Die Serie ist als Hörbuch-Download und als Komplettausgabe mit 6 MP3-CDs erhältlich.
- Perry Rhodan TERMINUS (2017), produziert von Eins A Medien; gleichzeitig mit den Romanen erschien die zwölfteilige Miniserie auch als Hörbuch. Sprecher ist Renier Baaken. Die Serie ist als Hörbuch-Download und als Komplettausgabe mit 6 MP3-CDs erhältlich.
- Rückkehr nach Terra (2017), Sammlung von vier Perry-Rhodan-Heftromanen von Andreas Eschbach, wovon Nr. 1935 und Nr. 2503 neu vertont wurden. Die beiden anderen waren bereits im Rahmen der Vertonung der Erstauflage ab Nr. 2400 erhältlich. Gesprochen werden die vier Heftromane von Tom Jacobs, Renier Baaken, Michael Che-Koch und Andreas Laurenz Maier gelesen, die lose Rahmenhandlung spricht Josef Tratnik. Das Hörbuch erschien allerdings, obwohl von Eins A Medien produziert, bei Lübbe Audio, der auch sämtliche anderen Hörbücher von Andreas Eschbach herausgegeben hat.
- Perry Rhodan MISSION SOL (2019), produziert von Eins A Medien; gleichzeitig mit den Romanen erschien die zwölfteilige Miniserie auch als Hörbuch. Sprecher ist Renier Martin Bross. Die Serie ist als Hörbuch-Download und als Komplettausgabe mit 6 MP3-CDs erhältlich.
- Perry Rhodan Dunkelwelten (2019), produziert von Lübbe Audio. Die Trilogie wurde von Peter Lontek eingelesen und erschien nur als Download.
- Perry Rhodan Die verlorenen Jahrhunderte (2019), produziert von Eins A Medien. Die sechsteilige Kurzgeschichtenserie erschien auch vertont mit einer Laufzeit von insgesamt 11 Stunden. Sprecher ist Andreas Laurenz Maier. Die Hörbücher sind ausschließlich als Download erhältlich.

### Hörspiele
- Perry Rhodan-Trilogie (1973–1974), produziert von EUROPA: In dieser Serie wurden in den 1970er Jahren drei „Planetenromane“ vertont. Diese waren „Invasion der Puppen“, „Aufruhr in Terrania“ und „Planet des Todes“ (Originaltitel: „Der Mordplanet“). Bemerkenswert ist, dass Perry Rhodan selbst nur in „Invasion der Puppen“ eine Hauptrolle hat. In „Planet des Todes“ wird er nicht einmal erwähnt. Erscheinungsformen waren LP und MC. Regie führte Heikedine Körting. Sprecher waren unter anderem Helmo Kindermann, Reiner Brönneke, Andreas von der Meden und Franz-Josef Steffens.

- Perry Rhodan (1983–1984), produziert von EUROPA: Diese Reihe behandelt die Anfänge der Serie. H. G. Francis bearbeitete dazu die ersten 19 Hefte. Insgesamt erschienen 12 Folgen auf MC. Drei weitere bereits fertiggeschriebene Folgen, die die Heftromane bis einschließlich Nr. 28 umfassten, wurden nicht mehr vertont. In den Jahren 1999 und 2000 veröffentlichte EUROPA die Serie erneut, diesmal leicht gekürzt und in Musikstücken leicht abgeändert auf MC und CD. 2021 kommen diese 12 Hörspiele noch einmal als Nostalgie-Box heraus. Regie führte Heikedine Körting. Sprecher waren unter anderem Peer Schmidt, Uwe Friedrichsen, Rolf Jülich, Ernst von Klipstein, Judy Winter, Horst Stark, Gernot Endemann, Lutz Mackensy und Günther Ungeheuer.

- Die Abenteuer von Mausbiber Gucky (1998), produziert von FX Animation Filmproduktion: „Die Abenteuer von Mausbiber Gucky“ ist eine für 7- bis 10-Jährige konzipierte Hörspiel-Serie, die auf CD und MC veröffentlicht wurde. Bei den ersten drei Hörspielen führte H. G. Francis Regie, bei den drei folgenden Hörspielen dann Thomas Karallus. Die Musik wurde von Christopher Franke komponiert und erschien auf dem Album „Perry Rhodan – Pax Terra“. Die Serie wurde zunächst von Universal, später von Karussell herausgegeben. Obwohl noch weitere Folgen angekündigt wurden, wurde die Serie nach 6 Folgen eingestellt. Sprecher waren u. a. Christian Stark, Eberhard Haar, Eva Michaelis und Tanja Schumann.

- Perry Rhodan (2000), produziert von Universal Family Entertainment: Im Jahr 2000 hat Universal drei in sich abgeschlossene Hörspiele veröffentlicht. Die Titel lauten „Gestrandet in der Dimensionsfalle“, „Duell über Terrania“ und „Das Geheimnis der Schereckander“. Die Hörspiele basieren auf keiner Heft- oder Buchvorlage und entstammen der Feder H. G. Francis’. Regie führte Thomas Karallus; für die Musik war Peter Thomas verantwortlich. Sprecher waren Eberhard Haar, Hans Sievers, Henry König und Achim Schülke.

- Perry Rhodan (2002–2009), produziert von Eins A Medien; in der Reihe „Eins A future – Perry Rhodan“ erschienen 26 Hörspiele. Es handelt sich hierbei um Vertonungen von „Planetenromanen“, also von in sich geschlossenen Geschichten. Innerhalb dieser Serie erschien die Sub-Serie „Atlan: Traversan-Zyklus“. Sprecher sind unter anderem Josef Tratnik, Bodo Primus, Hans-Detlev Hüpgen und Norman Matt.

- Atlan: Traversan-Zyklus (2003–2009), produziert von Eins A Medien; in der Reihe „Eins A future – Perry Rhodan“ erschien als Sub-Serie der „Atlan: Traversan-Zyklus“ mit insgesamt 12 Folgen. Sprecher sind unter anderem Reinhard Schulat-Rademacher, Rolf Berg, Edda Fischer und Philipp Schepmann.

- Perry Rhodan Sternenozean (2006–2010), produziert von STIL: Diese auf dem Sternenozean-Zyklus (Hefte 2200 bis 2299) basierende Reihe erschien ab September 2006 bei Lübbe Audio. Die Reihe war ursprünglich auf insgesamt 40 bis 50 Folgen ausgelegt; nach 30 Folgen (die in fünf Staffeln zu je sechs Folgen erschienen waren) wurde die Veröffentlichung auf CD jedoch im Frühjahr 2010 eingestellt. Lübbe begründet diesen Schritt mit der hohen Anzahl an illegalen Downloads, die den Aufwand nicht mehr rechtfertigen.[35] Die bereits produzierten Folgen 31–42 sind als Download erhältlich, sowie exklusiv in einer kleinen CD-Auflage über den auf Hörspiele spezialisierten Onlinehändler pop.de. Regie führten Christian Hagitte und Simon Bertling. Beide waren auch für die Hörspielmusik verantwortlich. Die Sprecherliste war größtenteils mit bekannten Schauspielern und Synchronsprechern besetzt. Sprecher waren unter anderem Joachim Höppner, Christian Schult, Volker Lechtenbrink, Christian Stark und Volker Brandt.

- Plejaden (2015–2016), produziert von Zaubermond: Die eigens für das Medium Hörspiel geschriebene Geschichte erschien auf 10 CDs und als MP3-Download. Das Exposé stammt von Christian Montillon,[36] das Drehbuch verfasste Andrea Bottlinger.[37] Zu den Sprechern gehören Torben Liebrecht, Eva Michaelis, Santiago Ziesmer und Oliver Stritzel.

### Filme

#### Perry Rhodan – SOS aus dem Weltall
1966–67 entstand eine filmische Umsetzung der ersten drei Heftromane Unternehmen Stardust, Die dritte Macht und Die strahlende Kuppel. Die deutsche Fassung des Films ist gegenüber der italienisch-spanischen bzw. internationalen Version (Mission Stardust) um gut 15 Minuten gekürzt. Die Gründe dafür sind unbekannt. Der Film ist bei Fans eine sehr umstrittene Umsetzung. Die Handlung wurde im Film durch den Einbau einer dubiosen Gangster-Story dermaßen stark verändert, dass sie mit der literarischen Vorlage kaum noch etwas zu tun hatte. Maßgebliche Handlungsträger kamen nicht vor, dafür Personen, die in der Romanreihe nicht zu finden waren. Die Raumschiffe der Arkoniden entsprechen auch nicht der Vorlage. Trotz umfangreicher Werbung in den Heftromanen war der Film ein totaler Misserfolg – er erlangte aber mindestens aufgrund seiner Stellung als filmisches SF-Dokument aus jenen Jahren und einer neuen, positiveren Haltung gegenüber den trashigen Agentenfilmen der 1960er im Laufe der folgenden Jahrzehnte einen gewissen Kultstatus.
- Zur Wiederaufführung in Deutschland wurde der Titel geändert auf Kampf der Planeten
- Der Film ist auf VHS-Video unter dem Titel Perry Rhodan – SOS aus dem Weltall erhältlich.
- Die Musik zum Film (mit Dialog-Sequenzen) ist erschienen auf CD bei Diggler Records DIG008CD

Auf der CD befinden sich auch die beiden Aufnahmen einer alten Single mit den Titeln Count Down und Omicron 3 gesungen von Sherman Space (alias Johnny Tame) – komponiert von Joe Haider. Außerdem ist auf der CD der Titel Love Theme for Mondra Diamond, den Peter Thomas zum 40-jährigen Jubiläum einspielte.
Der von der Umsetzung der Romanvorlagen entsetzte Karl-Herbert Scheer, der Mit-Autor an der Perry-Rhodan-Serie, setzte dem Regisseur Primo Zeglio in seiner ZBV-Romanserie ein literarisches Denkmal und lässt da eine Figur dieses Namens als Chef des europäischen Geheimdienstes – mit nicht eben schmeichelhaften Charakteristiken – auftreten.

#### Atlan – Der Einsame der Zeit(1969/2007)
Bei Atlan – Der Einsame der Zeit handelte es sich um ein reines Fanprojekt. Weihnachten 2005 berichtete die Fachzeitschrift Schmalfilm (Redaktion Jürgen Lossau) über die bevorstehende Fertigstellung des Projekts. Der ausschließlich auf Normal 8 gedrehte Film brauchte bis zur Vorpremiere einer 90-minütigen Werkstattfassung im Januar 2007 auf den 8. Dresdner Schmalfilmtagen über 40 Jahre Entstehungszeit von den ersten Einstellungen im Jahr 1964 bis zur Fertigstellung der optischen Effekte und beläuft sich auf insgesamt über 160 Minuten. Drehorte fanden sich hauptsächlich in Berlin, aber auch in Spanien, New York, London und auf Kreta. Regie führte von Anfang bis Ende Hans-Joachim Thunack, Perry Rhodan wurde von Ralph Cornell gespielt, die Musik schrieb Richard Rossbach, der sich als Werbekomponist (z. B. „kleiner Feigling“) einen Namen gemacht hat. 1976 wurde eine erste Testfassung des Filmes auf einer SF-Convention in Kleve vorgeführt; zu diesem Zeitpunkt hatten die Produktionskosten bereits 50.000 DM überschritten und die Filmschaffenden wurden sogar eine Zeit lang finanziell vom Pabel-Moewig Verlag unterstützt. Der Soundtrack des Filmprojektes war schon in den achtziger Jahren kommerziell im freien Handel auf Schallplatte erhältlich, heute auch auf CD.
Der Film hält sich sehr genau an die Vorlage des 1962 erschienenen Heftromans Der Einsame der Zeit von K.H. Scheer (Band 50). Offenbar war Scheer zumindest zeitweise am Drehbuch beteiligt. Die Witwe des verstorbenen PR-Autors, Heidrun Scheer, hat bis heute Kontakt zu dem Hersteller des Films und erklärte in einem Fernsehinterview, dass für sie diese Verfilmung die originalgetreueste sei, die auch ihrem verstorbenen Mann gefallen hätte. Frau Scheer wörtlich: „Der Film trifft den Geist meines Mannes und ist für einen Fan- bzw. Amateurfilm nicht besser umzusetzen. Hier wurde unter schwierigsten technischen und finanziellen Möglichkeiten das Beste aus dem Projekt herausgeholt.“

#### Die Welt der Gespenster (1974)
Die Welt der Gespenster ist ein Dokumentarkurzfilm, der von der Künstlerischen Arbeitsgruppe defa futurum unter Leitung von Joachim Hellwig produziert wurde. Der gut fünf Minuten lange Film ist eine kommentierte Montage von Titelbildern der Perry-Rhodan-Heftromanserie und sollte den imperialistischen und faschistischen Charakter der Serie dokumentieren. Nach Hellwigs Angaben hatte der Film über eine Million Zuschauer. Ob er im Deutschen Fernsehfunk ausgestrahlt wurde, ist bislang nicht bekannt.

#### Perry Rhodan – Der ewige Kosmonaut (1993)
Perry Rhodan – Der ewige Kosmonaut ist ein Dokumentarfilm mit Spielszenen, in denen Pavel Fieber in der Rolle Perry Rhodans auftritt. In dem Film treten in Interviews unter anderem Walter Ernsting, Ernst Vlcek, Johnny Bruck, Bernd Eichinger und Hans-Joachim Thunack auf, die über die Konzeption und Produktion der Serie, die Arbeit im Fandom und die Produktion des Fanfilms Atlan – Der Einsame der Zeit  berichten.

#### Perry Rhodan – Unser Mann im All (2011)
Perry Rhodan – Unser Mann im All ist ein gut 90-minütiger deutscher Dokumentarfilm des Regisseurs André Schäfer und wurde von der Florianfilm GmbH produziert. Die Finanzierung erfolgte teilweise durch die Filmförderung Nordrhein-Westfalen und den Deutschen Filmförderfonds. Die Produktion enthält unter anderem Interviews mit Perry-Rhodan-Autoren und den Witwen der Autoren Karl-Herbert Scheer und William Voltz. Am 1. September 2011 kam die Dokumentation in die deutschen Kinos, der DVD-Release erfolgte am 24. April 2012. Auf der DVD-Edition der Edition Salzgeber befindet sich zusätzlich ein Interview mit dem Science-Fiction-Autor Wolfgang Jeschke.

### Computerspiele
1982 wurde mit Caves of Olympus ein erstes Perry-Rhodan-Adventure für den Apple II veröffentlicht. Daneben erschienen in diesem Jahr für die Spielkonsole Atari 2600 mehrere Spiele, die in Deutschland mit Perry Rhodan beworben wurden, deren Spielinhalt aber nichts mit der Serie zu tun hatte.
Im Jahr 1998 erschien das Spellbound Entertainment entwickelte Globalstrategiespiel Perry Rhodan – Operation Eastside, in dem der Spieler zwischen verschiedenen Milchstraßenvölkern der Serie wählen kann und im Wettstreit mit den anderen Völkern ein Sternenimperium aufbauen muss. Im selben Jahr erschien auch das Adventure Perry Rhodan: Thoregon – Brücke in die Unendlichkeit, das vom Mainscreen Verlag (heute Q4U GmbH) entwickelt und von der NBG EDV Handels & Verlags GmbH vertrieben wurde. 1999 folgte vom selben Unternehmen der Nachfolgetitel Perry Rhodan: Thoregon – Die verbotene Stadt.
Im Februar 2008 brachte Braingame Publishing das Adventure Perry Rhodan: The Adventure heraus, das über Deep Silver vertrieben wurde. Die Handlung stammt von Robert Feldhoff und knüpft an die Thematik ab Heft 2400 und die Illochim-Romanreihe an. Bei einem Anschlag auf die Solare Residenz wird Perry Rhodans Freundin Mondra Diamond entführt. Der Spieler steuert Perry Rhodan, der die Hintermänner des Überfalls aufzudecken und Mondra zu befreien versucht. Die Dialoge wurden von Michael Marcus Thurner geschrieben.

### Sonstiges
Als weitere Produkte gab und gibt es Musik, Raumschiff-Modellbausätze (von Revell), ein Sammelkartenspiel, Rollenspiele, Strategiespiele, Poster, diverse Fan-Projekte, ein mehrbändiges Perry-Rhodan-Lexikon und vieles mehr. Zum Thema „Perry Rhodan“ erschienen Sondersendungen der Reihe Space Night des Bayerischen Fernsehens und des Chaosradio Express.

## Team
Die Zuordnung ist nicht ausschließlich. Es ist durchaus üblich, dass die aktuellen Autoren der Hauptserie auch für Perry Rhodan NEO tätig sind oder ehemalige Autoren einen Roman für die Hauptserie als Gastautor verfassen.
| - Uwe Anton - Robert Corvus - Oliver Fröhlich - Hubert Haensel - Ben Calvin Hary - Kai Hirdt - Leo Lukas - Christian Montillon (Christoph Dittert) - Susan Schwartz (Uschi Zietsch) - Michelle Stern (Stefanie Jahnke) - Verena Themsen - Michael Marcus Thurner - Wim Vandemaan (Hartmut Kasper) - Andreas Brandhorst - Frank Böhmert - Caroline Brandt - Richard Dübell - Andreas Eschbach - Liza Grimm - Gisbert Haefs - Markus Heitz - Marc A. Herren - Claudia Kern - Tanja Kinkel - Dennis Mathiak - Titus Müller - Bernd Perplies - Frank Borsch - Andrea Bottlinger - Robert Corvus - Arndt Ellmer (Wolfgang Kehl) - Arno Endler - Marie Erikson - Oliver Fröhlich - Marlene von Hagen - Ben Calvin Hary - Gerry Haynaly - Kai Hirdt - Alexander Huiskes - Christian Humberg - Leo Lukas - Dennis Mathiak - Christian Montillon (Christoph Dittert) - Bernd Perplies - Oliver Plaschka - Madeleine Puljic - Hermann Ritter - Susan Schwartz (Uschi Zietsch) - Rüdiger Schäfer - Rainer Schorm † - Michelle Stern - Michael Marcus Thurner - Uwe Voehl - Wim Vandemaan (Hartmut Kasper) - Ruben Wickenhäuser - Michael H. Buchholz † - Marc A. Herren | - Frank Borsch - Kurt Brand † - Rainer Castor † - Clark Darlton (Walter Ernsting) † - Arndt Ellmer (Wolfgang Kehl) - H. G. Ewers (Horst Gehrmann) † - Robert Feldhoff † - Andreas Findig † - H. G. Francis (Hans Gerhard Franciskowsky) † - Peter Griese † - Horst Hoffmann - Hans Kneifel (Hanns Kneifel) † - Kurt Mahr (Klaus Mahn) † - Michael Nagula - Harvey Patton (Hans Peschke) † - Karl-Herbert Scheer † - Conrad Shepherd (Konrad Schaef) † - W. W. Shols (Winfried Scholz) † - Marianne Sydow (Marianne Ehrig) † - Peter Terrid (Wolfpeter Ritter) † - Ernst Vlcek † - William Voltz (Willi Voltz) † - Detlev G. Winter - Thomas Ziegler (Rainer Zubeil) † | - Dominic Beyeler - Johnny Bruck † - Josef Dienst - Arndt Drechsler-Zakrzewski † - Reinhard Habeck - Alfred Kelsner - Swen Papenbrock † - Igor Posavec - Oliver Scholl - Dirk Schulz - Ralph Voltz - Michael Wittmann (Innenillustrationen) - Jorg de Vos - Christoph Anczykowski - Boris Bockstahler - Lars Bublitz - Heinz Haßfeld - Manuel de Naharro - Gregor Paulmann - Guido Ploner - Bernard Stoessel - Oliver Scholl - Ingolf Thaler - Rudolf Zengerle † |

## Cons
Die Weltcons sind die größten Zusammenkünfte von Perry-Rhodan-Fans. 1980, 1986, 1991 und 1999 fanden vier Weltcons statt, die vom Verlag Pabel-Moewig (VPM) Rastatt veranstaltet worden sind. Der fünfte Weltcon erfolgte zum fünfzigjährigen Jubiläum der Serie vom 30. September 2011 bis 2. Oktober 2011 in Mannheim. Chefredakteur Klaus N. Frick berichtete außerdem von einem angedachten Con, der zum 35. Jubiläum im Jahr 1996 hätte stattfinden sollen, aber aus der Planungsphase nie heraus kam.
Seit den frühen neunziger Jahren gab oder gibt es weiterhin auf regionaler Ebene weitere Veranstaltungen für Perry-Rhodan-Leser:
- Die Perry Rhodan Tage Rheinland-Pfalz waren Vorreiter. Sie fanden von 1992 bis 2007 in Sinzig statt, eine bundesweit beachtete Literaturveranstaltung, die sich kritisch mit der Heftromanserie Perry Rhodan auseinandersetzte. 2007 stand die Veranstaltung unter der Schirmherrschaft des rheinland-pfälzischen Ministerpräsidenten Kurt Beck. Sie waren die erste Veranstaltung ihrer Art und Chefredakteur Klaus N. Frick entdeckte die Möglichkeit, viele solcher Cons in ganz Deutschland zu veranstalten – wörtlich sagte Frick, er wolle „viele kleine Sinzigs“ schaffen. Sinzig hatte Vorbildcharakter für ähnliche Veranstaltungen in Garching bei München, Köln, Hamburg etc.[45]
- Der GarchingCon bei München entwickelte sich im Laufe seines Bestehens ebenfalls zu einer Institution unter den Perry-Rhodan-Cons. Die „ConTradition in Deutschlands Süden“ findet im zweijährlichen Turnus im Bürgerhaus in Garching bei München jeweils im Rahmen der Garchinger Weltraumtage statt (die Garchinger Weltraumtage werden vom Archiv der Astronomie- und Raumfahrt-Philatelie e. V. ausgerichtet). Organisiert wurden die letzten GarchingCons vom Perry-Rhodan-Stammtisch „Ernst Ellert“ München und dem Perry Rhodan Online Club e. V.
- Der ColoniaCon ist ein Perry-Rhodan- und Phantastik-Con, der alle zwei Jahre in Köln stattfindet und vom Rhodan- und Phantastik-Stammtisch Köln organisiert wird. Veranstaltungsort ist traditionell der Kölner Jugendpark direkt am Rhein im Stadtteil Mülheim.
- Die Hamburger PERRY RHODAN-Tage – Zellaktivator Con fanden in der Hansestadt bereits sechsmal statt.
- Der AUSTRIA CON ist die Bezeichnung für Perry-Rhodan-Cons in Österreich, die seit 1998 stattfinden. Ursprünglich war der AUSTRIA CON als jährliche Veranstaltung (alternierend vom jeweiligen Stammtisch in Graz und Wien organisiert) geplant. Seit 2005 findet er nur noch in Wien statt und wird vom dortigen PR-Stammtisch organisiert.
- Der BrühlCon bezeichnet sich selbst als kleinster Con der Welt und findet seit 2017 in Brühl statt[46].

## Übersetzungen
Die erste Sprache, in die Perry-Rhodan-Romane übersetzt wurden, war Hebräisch; 1965 erschienen die ersten vier Bände in Tel Aviv als Piratenübersetzung; die Serie wurde aus unbekannten Gründen nicht fortgesetzt.
In Brasilien erschien eine erste Ausgabe von Einzelausgaben der Heftromanserie auf Portugiesisch bereits 1966 in der Übersetzung aus dem Französischen als Band 14 in der Kollektion Galáxia 2000 unter dem Titel Operação Astral. Der Band beinhaltete die ersten beiden Titel Missão Stardust (Unternehmen Stardust) und A terceira potência (Die dritte Macht). Von 1975 bis 1991 erschien die Serie unter dem Titel Perry Rhodan in Galáxia 2000 bei Editora Tecnoprint S.A. (heute Ediouro) in Rio de Janeiro im Taschenbuchformat in der deutschen Originalnummerierung von Band 1 bis Band 536. Von Juni 2001 bis Januar 2007 wurde die Serie von Band 650 bis zum Doppelband 846/47 durch SSPG (Star Sistemas e Projetos Gráficos Ltda) in Belo Horizonte/Minas Gerais weiter produziert. 1975 erschienen im Verlag Etcetera zwei Comic-Ausgaben (Portugiesisch: quadrinhos) unter dem Titel: Perry, nosso homem no espaço (Perry, unser Mann im All). Fans der Serie schufen ab 2007 das Projekt Projeto Traduções, das die bis dahin nicht edierten Bände Nr. 537 bis 649 veröffentlicht hat. Aktuell läuft in Brasilien derzeit der Zyklus »PAN-THAU-RA«.
In den USA wurden die ersten Übersetzungen 1969 von ACE Books veröffentlicht, wobei jeweils zwei deutsche Heftromane zusammen erschienen; nach der Veröffentlichung der Doppelfolge 117/118 wurde die Serie eingestellt. Forrest J. Ackerman und seine Ehefrau Mathilda „Wendy“ Wahrman, die als Herausgeber und Übersetzer fungierten, führten die Serie auf Subskriptionsbasis bis zur Folge 137 weiter.
In Frankreich erscheint Perry Rhodan durchgehend mit der Autorenkennzeichnung K.-H. Scheer und Clark Darlton. Eine japanische Übersetzung wird in Form von Doppelbänden herausgebracht, wobei zurzeit der Zyklus »Die Endlose Armada« erscheint. Auch in den Niederlanden werden jeweils Doppelbände herausgebracht, wobei wie in Tschechien derzeit der Zyklus »TERRANOVA« läuft.